# اصفهان
اصفهان () کلان‌شهری در مرکز ایران، مرکز استان اصفهان و نیز شهرستان اصفهان است. اصفهان با سه میراث جهانی یونسکو، سومین شهر پرجمعیت ایران پس از تهران و مشهد، یکصد و شصت و پنجمین شهر پرجمعیت جهان و نهمین شهر بزرگ و پرجمعیت غرب آسیا به‌شمار می‌رود. اصفهان همچنین، چهاردهمین کلان‌شهر پرجمعیت خاورمیانه است. کلان‌شهر اصفهان نیز با ۱۵ منطقه شهری، پس از تهران  دومین کلانشهر بزرگ ایران از نظر مساحت فضای شهری است. شهر اصفهان کلان‌شهری است که نامش همواره در کنار رودخانه زاینده‌رود می‌آید. 
این شهر در مرکز فلات ایران قرار دارد و پیش‌تر پایتخت امپراتوری‌های آل بویه و سلجوقیان بود. در دورهٔ صفوی پس از جنگ ایران با ازبک‌ها در ۱۵۹۸، شاه عباس بزرگ مراحل انتقال پایتخت کشور از قزوین به اصفهان را آغاز کرد. اصفهان در دوران عباس و جانشینانش معرفِ ایران صفوی شد. اروپایی‌های بازدیدکنندهٔ اصفهان از بازآفرینی این شهر شگفت‌زده شدند و شاهد نشانه‌هایی از ایرانی‌تر شدنِ نخبگانِ سیاسیِ صفوی بودند. از آن زمان «اصفهان نصف جهان» اصطلاحی برای معرفی این شهر شد. شاه عباس بناهایی متعددی را در اصفهان ساخت و خودش نیز از معماران این شهر به‌شمار می‌رفت.او واقعاً  به‌دلیل خدمات و گسترش این شهر قابل ستودن است. بیشتر میدان نقش جهان در زمان حکومت شاه عباس ساخته شد. 
این شهر بر روی دشتی هموار و در ارتفاع ۱۵۷۰ متری از سطح دریا واقع شده است که عامل پیدایش آن زاینده رود بیان می‌شود. این شهر به داشتن معماری ایرانی، پل‌های سرپوشیده، طیف گسترده‌ای از اماکن گردشگری تاریخی و مدرن و اِلِمان‌ها، مسجدها و مناره‌های منحصر به فردش نام‌آور است، همین امر سبب شده تا در فرهنگ عامه، اصفهان نصف جهان، لقب بگیرد. این شهر در آذر ۱۳۹۴ (دسامبر ۲۰۱۵) به همراه رشت به عنوان نخستین شهرهای ایران، به شبکه شهرهای خلاق جهان زیر نظر یونسکو پیوست و از ۱۳۹۷ به ابتکار شهرهای دوستدار کودک ملحق شد. براساس استانداردهای یونسکو، شهر خلاق، شهری است که از نوآوری و توانمندی‌های شهروندان در توسعه پایدار شهری بهره می‌برد.اصفهان را امروزه پایتخت فرهنگی ایران نیز نامیده اند. 
بناهای تاریخی متعددی در شهر وجود دارد که شماری از آن‌ها به عنوان میراث تاریخی در یونسکو به ثبت رسیده‌اند.
گرچه صنایع در اصفهان از قدمت و جایگاه ویژه‌ای برخوردار است لیکن وَجه بارز اصفهان هنری و فرهنگی و تاریخی است. سالانه مسافران و گردشگران زیادی از داخل و خارج کشور به این استان سفر می‌کنند. صنعت طلا در اصفهان، بیشترین کارگاه و بزرگ‌ترین کارخانه‌های طلای ایران را در خود جای داده است.
صنایع دستی متعدد اصفهان نیز از دیرباز یکی از پایه‌های اقتصاد اصفهان بوده است.

## نام‌های پیشین
گابا، گابیه، گابیان، گبی، گی، جی، اسپادانا، سپهان، اسپهان، سپاهان، اصفاهان، صفاهان، اصفهان، اصبهان از نام‌های کهن اصفهان هستند. جی در واقع زِی (zi) بوده است. دیاکونوف در تاریخ ماد می‌نویسد:

مرکز پارِتاکِنا شهر گابای یعنی جِی امروز بود که همان گابی و گابه پارت‌ها و گِی زمان ساسانیان است.
پس از فتح توسط مسلمانان چون در نوشتار عربی فصیح حرف «پ» وجود نداشته به مرور زمان واژه اسپهان به صورت «اصفهان» تلفظ گردید.
از دوره ساسانیان به بعد نام اصفهان که تصحیف و معرب شده اسپهان (سپاهان، اسپدان، اسپدانه، اصبهان و اسبَه آن) بوده جایگزین حکومت نشین آن یعنی گابیانا و گِی شده است.
بیشتر نویسندگان بر این باورند که چون این ناحیه پیش از اسلام، به‌ویژه در دوران، مرکز گرد آمدن سپاه بود و سپاهیان مناطق جنوبی ایران، مانند فارس، سیستان و… در این ناحیه گرد آمده و به‌سوی محل نبرد حرکت می‌کردند، آن‌جا را اسپهان گفته، سپس معرب (تعریب) شده و به‌صورت اصفهان درآمده است
این شهر نام‌های قدیمی تری هم دارد که با نام کنونی آن، هیچ‌گونه پیوندی ندارد. مانند: گابیان، گابیه، جی، گبی، گی، گابا

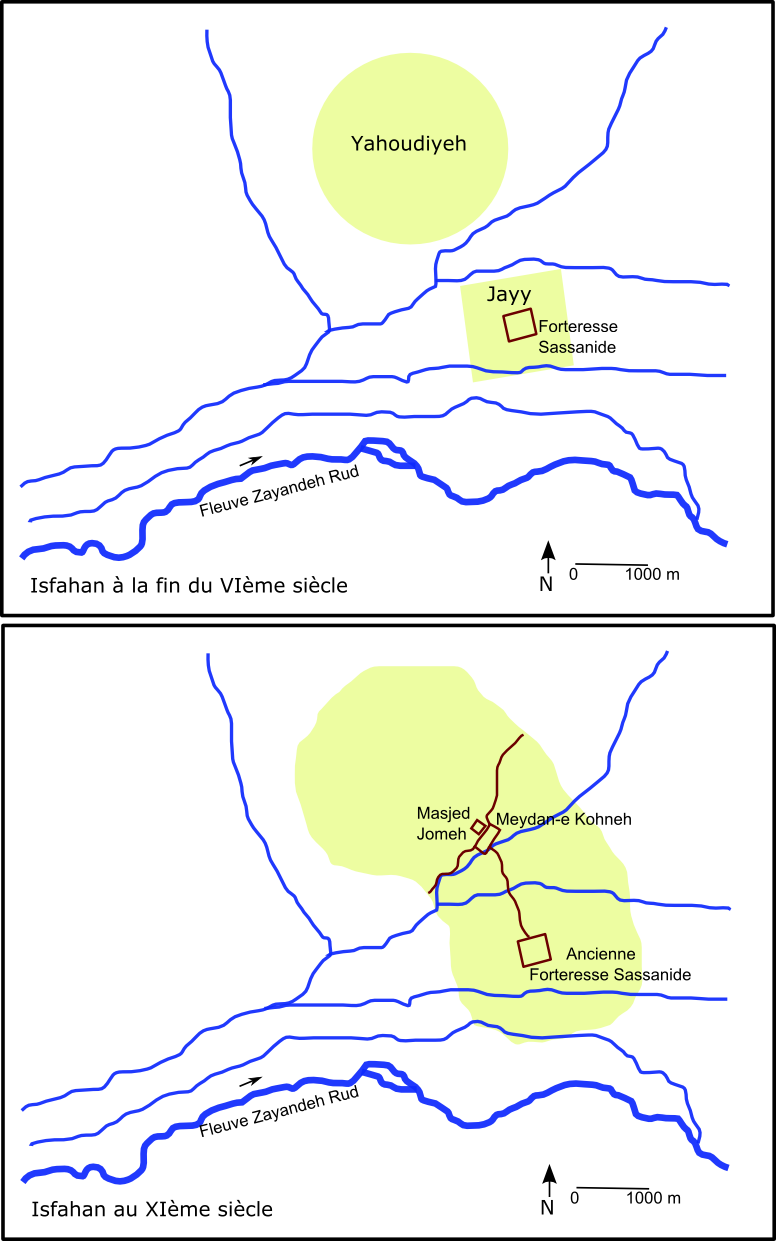
اصفهان در سده ششم میلادی (بالا) که از دو منطقه جی و یهودیه تشکیل شده بود. در سده ۱۱ میلادی (پایین) این دو منطقه کاملاً به یکدیگر متصل شده و شهر اصفهان را ایجاد کردند.

## پیشینه

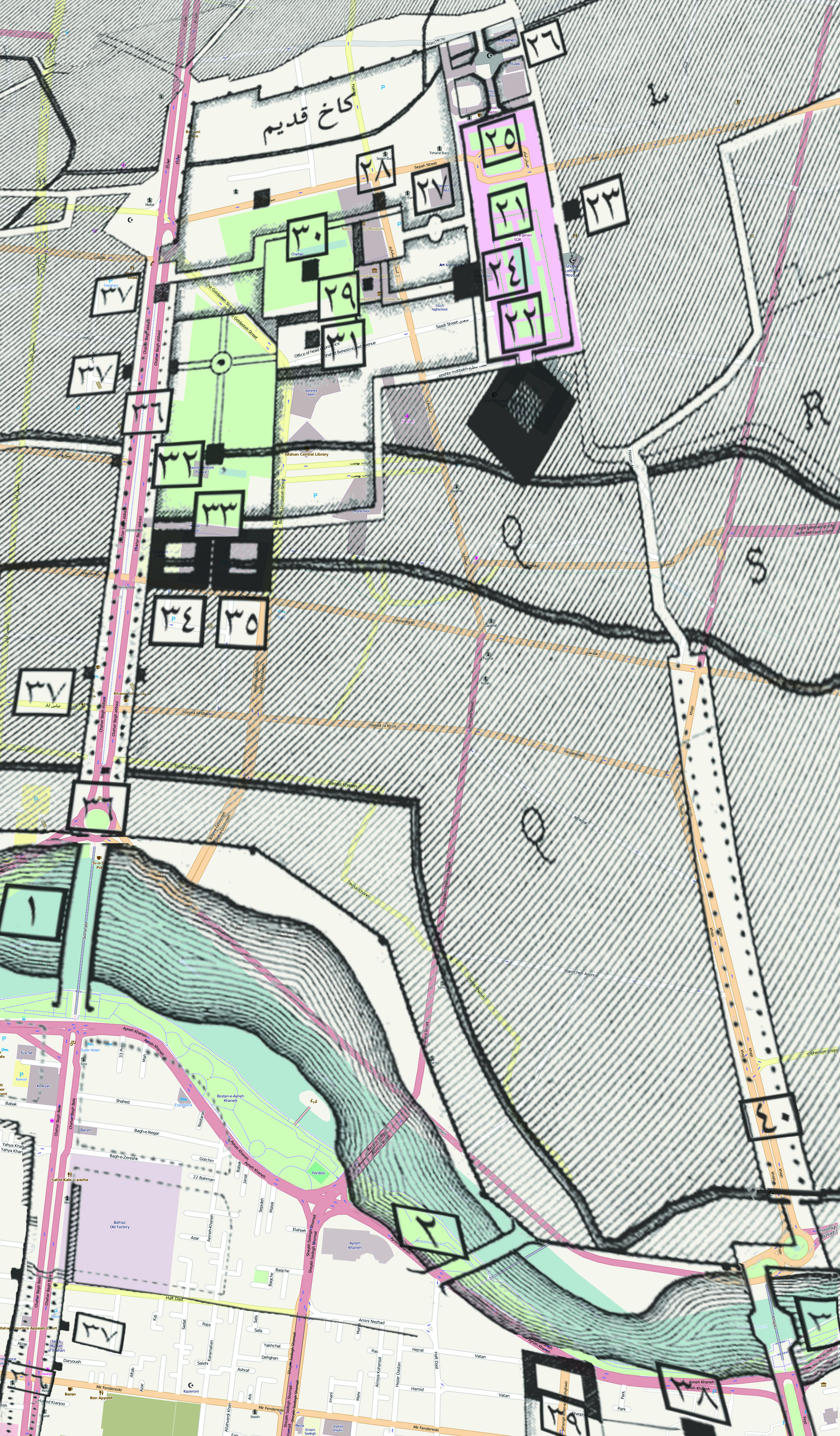
منطقه تاریخی شهر اصفهان، نقشه تطبیقی امروزی با نقشه پاسکال کوست در سال ۱۲۲۰ شمسی.

| \| پابرجا \| آسیب \| نابود \| | \| پابرجا \| آسیب \| نابود \|                 | ۱     | پل الله‌وردی خان [۳۳پل]                                               |
| ۲                             | آب‌گذر [پل جوبی]                               | ۳     | پل بابا رکن‌الدین [خواجو]                                             |
| ۲۱                            | میدان شاه                                     | ۲۲    | مسجد شاه                                                             |
| ۲۳                            | مسجد شیخ لطف‌الله                              | ۲۴    | عالی‌قاپو درب جلویی                                                   |
| ۲۵                            | نقاره‌خانه [سردر قیصریه]                       | ۲۶    | گنبد بازار خیاط‌ها                                                    |
| ۲۷                            | بازار مسگرها                                  | ۲۸    | حمام عمومی [خسروآقا]                                                 |
| ۲۹                            | کاخ کوچک چهارباغ                              | ۳۰    | کاخ چهلستون                                                          |
| ۳۱                            | کاخ نارنجستان                                 | ۳۲    | پاویون هشت بهشت                                                      |
| ۳۳                            | بازارِ کاروانسرای مدرسه شاه [امروزه بازار هنر] | ۳۴    | مدرسه شاه سلطان حسین (امروزه مدرسه چهارباغ یا مدرسه علمیه امام صادق) |
| ۳۵                            | کاروانسرا[ی شاه سلطان حسین](هتل‌عباسی‌کنونی)    | ۳۶    | خیابان چهارباغ بزرگ                                                  |
| ۳۷                            | کوشک‌ها                                        | ۳۸    | پاویون آیینه‌خانه                                                     |
| ۳۹                            | کاخ‌شاه [کاخ هفت‌دست]                           | ۴۰    | _-_[چهارباغ خواجو]                                                   |
| پابرجا                        | آسیب                                          | نابود |                                                                      |

### اصفهان کهن
در طول تاریخ به آسانی نمی‌توان رد شهر اصفهان را به‌طور پیوسته دنبال کرد، هر چند اصفهان در مرکز فلات ایران قرار داشت. به سبب آن که در دوران پیش از اسلام گرانیگاه شاهنشاهی‌های هخامنشی تا ساسانی، قلمرو غربی این شاهنشاهی‌ها و به خصوص میان‌رودان بود، این شهر در کانون توجه این دودمان‌ها قرار نداشت. در طول تاریخ تا دوران اسلامی می‌توان در محل کنونی شهر اصفهان ردپای شهرهای مختلفی تحت نام‌های مختلف، محل‌های مختلف و حتی مردمان متفاوتی را پیگیری نمود.
اصفهان به خاطر وجود زاینده‌رود و شرایط طبیعی مناسبی که داشت، احتمالاً از نیمهٔ دوم هزاره ۴ ق. م شاهد شکل‌گیری آبادی‌های بسیاری بوده است. سال شکل‌گیری شهر اصفهان با ابهام رو به رو است و اطلاع دقیقی از آن در دست نیست و بیشتر در افسانه‌ها و داستان‌ها به کی‌قباد اشاره شده است. طبق آنچه لاکهارت بیان داشته اصفهان تا سده ۴ ه‍.ق / ۱۰ م با این عنوان امروزی و به این صورت وجود نداشته، در واقع جی شهر اصلی اصفهان بوده است. ماکسیم سیرو می‌گوید دهکده‌های قدیمی که در اصفهان موجود بوده الان زیر آبرفت‌های این شهر دفن شده است؛ با این حال طی بررسی‌هایی که انجام شده قسمت‌هایی از دیوارهای بناهای قدیمی این شهر آشکار شده است. در اواخر عصر ساسانیان هفت شهر نزدیک به هم در این ناحیه بوده است که عبارت بودند از جی، مهرین، شادریه، درام، قه، کهنه و جار.
هنگامی که روح استقلال در ایران اسلامی با احیای وحدت ملی اوج گرفت، اصفهان به همراه شهرهایی مانند ری، مرو و بخارا رشد و اهمیت خود را به دست آورد. به موازات افزایش اهمیت اصفهان به‌عنوان یک مرکز منطقه‌ای یا ملی، تهدیدهای بیشتری برای آشفتگی و حتی نابودی وجود داشت و چنین شد که شهر بارها و بارها تخریب و بازسازی شد. اما پس از هر بازسازی، شهر ارزش‌های جدیدی به دست می‌آورد، در حالی که برخی از ارزش‌های قدیمی را از دست می‌داد. شهر زمین‌های روستایی جدیدی را در بر می‌گرفت، در حالی که از برخی از بخش‌های قدیمی خود دست می‌کشید. جهت‌های گسترش عرضی خود را تغییر می‌داد، اما مرکز خطی اصلی شمال-جنوب به توسعه خود به سمت رودخانه ادامه می‌داد.

### جیِ باستانی
بنای اصفهان را به طهمورث، سومین پادشاه از سلسله پیشدادیان نسبت داده‌اند. اصفهان در تاریخ قدیم با نام «ژِی» در پارس علیا معرفی گردیده و در دورهٔ پس از اسلام به حالت عربی در می‌آید و می‌شود «جِی»، پیش از آن نیز از اصفهان، تحت عنوان گابای یا تابای نام برده شده است. این شهر محلِ تقاطعِ راه‌های عمده و اقامتگاهِ سلطنتی پادشاهانِ هخامنشی نیز بوده است. استرابون جغرافی‌دان یونانی، از اصفهان به عنوان مرکز کشور ایران نام برده است.

#### یهودیه
زمانی که کوروش بزرگ بابِل را گرفت و یهودیان امروز را از اسارت نبوکدنصر شاه بابل نجات داد، شماری از یهودیان به فلسطین بازگشتند و شماری دیگر از آن‌ها به اصفهان آمدند و در منطقه‌ای که به دارالیهود یا یهودیه نامگذاری شد، اسکان یافتند. این منطقه در شمال غرب شهر جی یا ژی بود که بعدها این دو منطقه به یکدیگر متصل شد و شهر اصفهان کنونی را ایجاد کرد. ابن فقیه همدانی تاریخدان ایرانی سده دهم میلادی می‌نویسد:..
وقتی یهودیان از اورشلیم مهاجرت کردند و از نبوکدنصر فرار کردند، با خود مقداری از خاک و آب اورشلیم را بردند. آن‌ها در هیچ جا ساکن نشدند بدون اینکه قبل از آن خاک و آب آن را مورد آزمایش قرار دهند. آن‌ها اینکار را ادامه دادند تا به شهر اصفهان رسیدند. در آنجا استراحت کردند و خاک و آب آن را آزمایش کردند و آن را مشابه اورشلیم یافتند. وقتی آنجا ساکن شدند شروع به کاشتن در زمین کردند و فرزندان و نوادگان خود را به دنیا آوردند و امروزه نام این منطقه یهودیه است.
این روایت توسط تاریخدانان دیگری نظیر موسی خورنی، اصطخری، ابن حوقل، المقدسی، یاقوت حموی، ابوالفدا و ابن خلدون نیز عیناً تکرار شده است.
یعقوبی جغرافیدان سده سوم هجری دربارهٔ این دو شهر نوشته است:

برای اصفهان دو شهر است که یکی از آن دو جی، و به دیگری یهودیه گفته می‌شود، و اهالی آن مردمی بهم آمیخته‌اند و عربشان اندک است و بیشتر اهالی آن عجم و از اشراف دهقانانند.

### دورانِ اشکانیان
در دوران اشکانیان به دستور مهرداد یکم یک پادگان نظامی احتیاطی در اصفهان، برای آموزش و اعزام نیروی کمکی احداث گردید. به غیر از این پادگان نیز سه مرکز نظامی در مرو و گرگان و تیسفون به‌وجود آمده بود. این مراکز دارای نیروی ثابت بوده و فقط سپاهان برای تعلیم و اعزامِ نیروی کمکی پیش‌بینی شده بود.
اصفهان کنونی در قدیم گابای (جی) نام داشت و در آغاز مرکز قبیله پَرِتاکِن (که نام فریدن از آن به‌جا مانده) بوده است.
به نظر می‌آید نام اسپهان (به معنی جایگاه ارتش) از روزگار ساسانیان به بعد جایگزین نام گی شده‌باشد. آن‌گونه که در سرگذشت‌نامه‌ها آمده، سواره‌نظام ساسانی به هنگام صلح در سبزه‌زارهای پیرامون اسپهان به‌ویژه در بخش غربی این شهر تا دامنه‌های کوه‌ها و سرچشمهٔ زاینده‌رود استقرار می‌یافت.
اسپهان از آن‌جا که ولیعهد نشین ساسانیان بود امتیازی نسبت به شهرهای ایران آن زمان به‌دست‌آورد.
در زمان ساسانیان گاه اسپهان و گاه ارمنستان ولیعهد نشین شاهنشاهی ایران بود ولی اسپهان این امتیاز دیگر را نیز داشت که نشیمن‌گاه و قلمرو نفوذ واسپوهران یا اعضای هفت خانواده بزرگ ایرانی صاحب نفوذ در پادشاهی نیز بود.
هر چند در دوران اسلامی منطقه جغرافیایی اطراف شهر نام اَسپاهان که نام تقسیم‌بندی حکومتی زمان ساسانیان بوده است را حفظ کرده است. در هنگام حمله اسکندر مقدونی به ایران، این شهر مرکز گابیوها بوده است و از آن تحت عنوان گابای یا تابای نام برده شده است.

### سده‌های نخست اسلامی

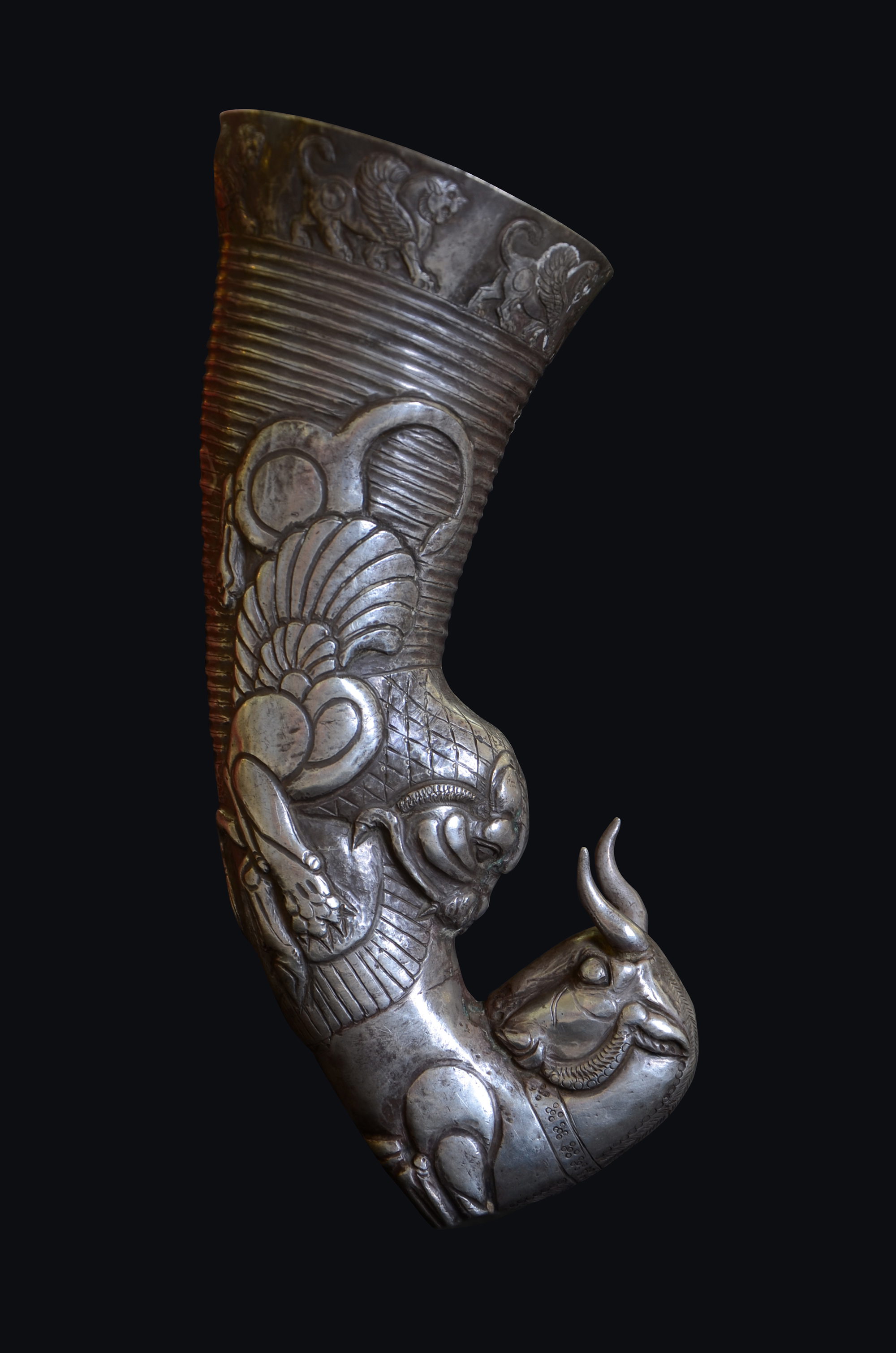
یک کاردستی باستانی، در موزه مرکز خرید سیتی سنتر اصفهان

در سده‌های آغازین اسلامی، منابع اسلامی از دو شهر در مکان کنونی شهر اصفهان نام می‌برند؛ شهری به نام جَی در مکان کنونی محله جی و دیگری شهری در سه کیلومتری غرب جی با نام یهودیه که جمعیتی قابل توجه از یهودیان را در خود جای داده بود. نام جی بعدها به شهرستان تغییر پیدا کرد و از یهودیه با عنوان جهودستان نیز یاد شده است. عرب‌ها اسپهان را در سال ۲۳ هجری تصرف کردند و این شهر نیز مانند دیگر شهرهای ایران تا آغاز سدهٔ چهارم هجری زیر سلطهٔ اعراب قرار داشت. در زمان خسکس در دهکدهٔ خشینان (احمدآباد امروزی) کاخی بزرگ بنا شد و بارویی به گرد شهر اصفهان کشیده شد و خشینان به جویباره (یهودیه) پیوسته‌شد.

### زیاریان و دیلمیان
در سال ۳۱۹ ه‍.ق مردآویج زیاری با سپاهش از گیلان، اصفهان را آزاد کرد و این شهر را به پایتختی برگزید و جشن سده را با شکوه بسیار در این شهر برپا کرد. در سال ۳۲۷ قمری اصفهان  پس از جنگ بین زیاریان و دیلیمیان، به دست رکن‌الدوله دیلمی افتاد و او نیز اصفهان را پایتخت خود قرار داد. پس از آن شهر اصفهان پیشرفت پیشین خود را بازیافت و کانون گرد هم آمدن دانشوران و سرایندگان شد. به نظر دیوارهای قدیم شهر اصفهان در زمان سلطنت امیران آل بویه در سده دهم میلادی سده چهار هجری ساخته شدند.

### سلجوقیان
در بهار ۴۴۲ هجری قمری طغرل بیک سلجوقی اصفهان را پس از یک محاصره طولانی و ویرانگر گشود. البته شهر به زودی به تدبیر ابوالفتح مظفر نیشابوری که از طرف طغرل به حکومت اصفهان منسوب شده بود، بازسازی شد، ۵۰۰٬۰۰۰ دینار خرج ساخت بناها شد و سه سال از مردم هیچ مالیاتی گرفته نشد. توسعهٔ سریع شهری، مردمی که در جریان درگیری‌ها گریخته بودند را دوباره به شهر کشاند، همچنین طغرل پایتخت حکومتش را از ری به اصفهان منتقل کرد. گسترش شهر در زمان آلپ ارسلانادامه یافت، اما در دوران ملکشاه و وزیر باتدبیرش خواجه نظام الملک طوسی بود که شهر به اوج شکوهش رسید به‌طوری‌که جمعیت شهر دو برابر شد و بناهای بسیاری در آن ساخته شد.

### آل کاکویه
حکمرانان کاکویه نیز اصفهان را وسعت دادند و آن را مرکز قدرت خویش نمودند.

#### دیدگاه ناصر خسرو دربارهٔ اصفهان
ناصرخسرو قبادیانی در هشتم صفر سنه اربع و اربعین و اربعمائه (۴۴۴ هجری قمری)، دو سال پس از حملهٔ ویرانگر طغرل سلجوقی وارد اصفهان شد. در هنگام ورود وی به شهر، شهر دوباره ساخته شده و بهبودِ نسبی یافته بود. وی دربارهٔ اصفهان چنین می‌گوید:
[اصفهان] شهری است بر هامون نهاده، آب و هوایی خوش دارد و هر جا که ده گز چاه فرو برند، آبی سرد و خوش بیرون آید و شهر دیواری حصین بلند دارد در شهر جویهای آب روان و بناهای نیکو و مرتفع و در میان شهر مسجد آدینه بزرگ نیکو و بارویِ شهر را گفتند سه فرسنگ و نیم است.

### صفویه و پایتختی اصفهان

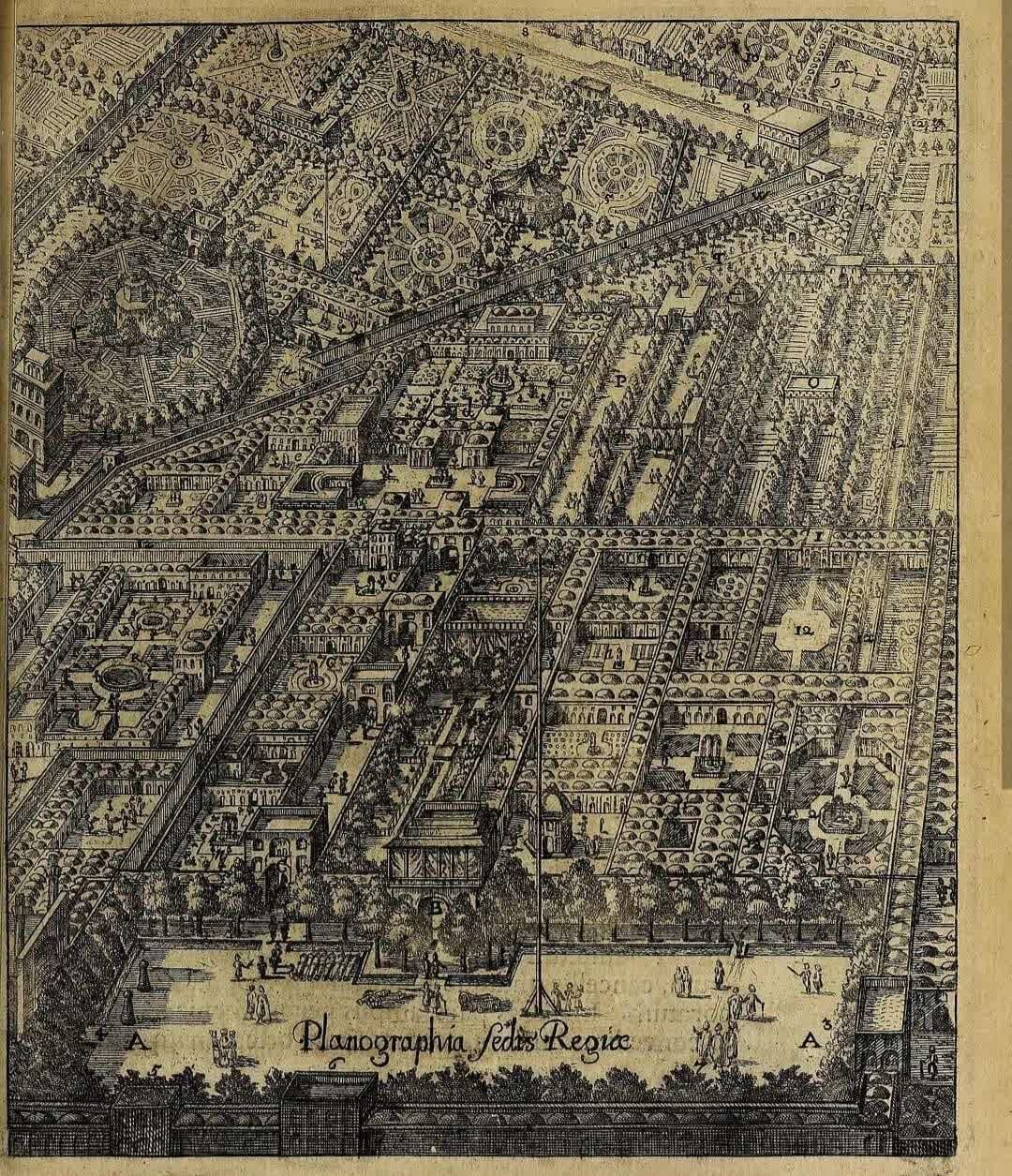
نقشه دولت‌خانه صفوی اصفهان، اثر انگلبرت کمپفر ۱۶۸۴ میلادی.

در سال ۱۰۰۶ هجری قمری شاه عباس صفوی پایتخت ایران صفوی را از قزوین به اصفهان منتقل کرد. دوری از مرزها، کاهش دادن قدرت قزلباشان، بهبود تجارت و ترس شاه عباس از پیشگویی منجمانی که ماندنش را در قزوین برای جانش خطرناک دانسته بودند از دیگر دلایل ذکر شده برای این انتقال است. گزیدن اصفهان به عنوان پایتخت توسط شاه عباس، نتایج مثبتی برای این شهر به بار آورد، مسجدها، آب‌انبارها و کاروانسراهای بسیاری در شهر ساخته شد، به ابتکار شیخ بهایی شبکه‌های کامل ارتباطی و آبیاری پدید آمد و با بنیان نهادن شهر بازرگانی نجف‌آباد در چند کیلومتری غرب اصفهان برای تهیه آذوقه شهر، زیربنای زراعی استواری برای پایتخت جدید پدید آمد.
اصفهان در روزگار شاه عباس اول تا مرگش از همهٔ شهرهای خاورزمین بوده است. در آن روزگار، با افزوده شدن کوی‌های (محلات) چهارگانهٔ (عباس‌آباد، جلفا، گبرآباد (اصفهان) و اسپهان) نمای پایتخت صفوی از قسطنطنیه هم بزرگ‌تر بود. شهر اصفهان در روزگار اوج شکوه خود ۱۳۷ کاخ، ۱۶۲ مسجد، ۴۸ مدرسه، ۲۷۳ حمام و ۱۲ گورستان داشت،
با پایان یافتن صفویان، یک خلأ افسرده‌کننده ایجاد شد که شهر را تا مرز نابودی کامل پیش برد. محله‌هایی که زمانی ششصد هزار نفر جمعیت فعال داشتند، ناگهان خالی شدند. جمعیت باقی‌مانده، که حدود صد هزار نفر بود، زندگی فقیرانه‌ای را در شکاف‌های پراکنده شهر ادامه دادند. انحطاط به ساختار شهر نفوذ کرد و قدرت محلی جدید نتوانست این بار به آن حیاتی تازه ببخشد؛ برعکس گذشته، این قدرت بر خرابه‌های شهر قدیم سکنا گزید، به‌جای آنکه به‌عنوان نیرویی پویا وارد عمل شود. امروز، پس از دو و نیم سده، اصفهان جمعیت دوره صفوی را بازیافته است.

### دوره قاجار
بعضی از اصناف در این دوره ۱- صنف رنگرز ۲- جماعت چیت‌ساز ۳- جماعت زرباف ۴- صنف نساج ۵- صنف شیشه‌ساز ۶-صنف کاغذساز ۷- صنف تفنگ‌ساز ۸- جماعت شعرباف بودند.

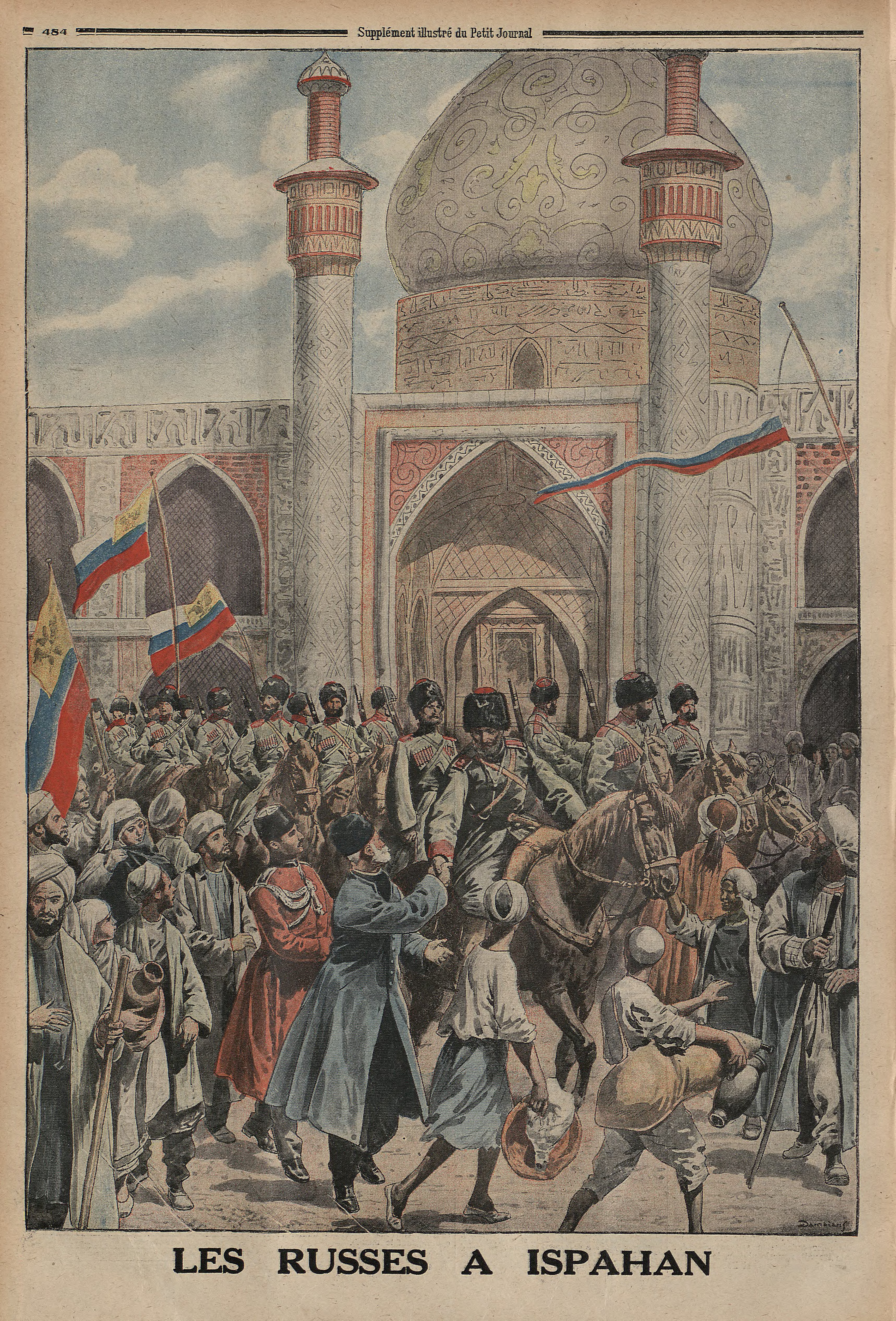
سربازان روسی در اصفهان در طی اشغال ایران در جنگ جهانی اول
یکی از خیابان‌های اصفهان در اواخر قاجاریه (اثر والتر میتل‌هولتسر در ۱۹۲۵ میلادی)

مسعود میرزا ظل‌السلطان (پسر ناصرالدین‌شاه قاجار) از سال ۱۲۸۸  قمری حاکم اصفهان شد و در سال‌های پس از آن حکومت ایالت‌های فارس، کردستان، لرستان و یزد نیز به او داده شد. او همواره مایل به داشتن نیروی نظامی شخصی بود. در اصفهان فوج‌های نظامی با لباس و اسلحهٔ ارتش اتریش تشکیل داد و برای تعلیم دادن آن‌ها از آلمان معلمان نظامی به خدمت گرفت. ناصرالدین شاه که از خودسری‌های ظل‌السلطان در اصفهان بیم داشت، او را شبانه از تمام حکومت‌های خود عزل کرد و تنها شهر اصفهان را برایش باقی گذاشت.
فرمانروایی سی و چهار ساله مسعود میرزا ظل‌السلطان بر اصفهان، با ویرانی بیش از ۵۰ اثر و بنای تاریخی و باغ ایرانی در این شهر همراه بود. یکی از جهانگردان اروپایی در آن زمان نوشته است:
«متأسفانه ظل‌السلطان از خیابان خوش‌منظره و فرح‌آور چهارباغ مانند سایر آثار باستانی چیزی باقی نگذاشته، جدول‌های سنگی را پرکرده و حواشی آن‌ها را فروخته و نقاشی‌های تاق‌ها و دیوارها را هم محو کرده است. جای قصرها و عمارت‌های خالی صفوی را هم با ایجاد مزارع گرمک و خیار اشغال کرده است.»
جرج کرزن هم که در سال‌های پایانی فرمانروایی قاجاریان به ایران آمده بود دربارهٔ این ویرانی‌ها چنین می‌نویسد:
«مسجد و عمارت سلطنتی اصفهان را از بیخ و بن کندند. آن عمارت هفت‌دست و آیینه‌خانه و نمکدان با نقشه‌های عجیب و آیینه‌های بزرگ شفاف و حوض‌های یکپارچه که از سنگ‌های مرمر صاف شفاف تراشیده شده و سلاطین با مخارج گزاف بنا نهاده‌اند، تمام خراب و به جای آن‌ها جز تپه‌خاکی غم‌انگیز و ملالت‌خیز باقی نمانده است».
انجمن مقدس ملی اصفهان نیز دوران انقلاب مشروطه ایران فعال بود و نقش داشت.

### اصفهان در دوره پهلوی
در آن دوره  به‌دلیل رشد صنعت سازی و ساختن کارخانه‌های صنایع پارچه اصفهان به منچستر ایران شهرت یافت. یازده کارخانهٔ پارچه، دو کارخانهٔ کاغذ، پنج کارخانهٔ سیگار، یک کارخانهٔ کفش و چکمه و یک کارخانهٔ شلوار در اصفهان ساخته شد که طبق نوشتهٔ وزارت امور خارجه بریتانیا به‌طور تقریبی تمام مردم محلی در این برنامه‌ها سرمایه‌گذاری کردند. 
آلمان غربی در ساخت بزرگ‌ترین زرادخانه اصفهان مشارکت داشت که پس از انقلاب اسلامی برنامه متوقف گشت. تولید و فروش چغندر قند نیز سرعت داشت؛ تا قبل انقلاب ۹ برنامهٔ بزرگ کشاورزی وجود داشت که با وقوع انقلاب به انجام نرسید. درصد سهم اشتغال زنان اصفهان حدود ۱۸/۸ درصد بود که در دوره پسا انقلاب به ۹ درصد کاهش پیدا کرد.
در دوران پهلوی دوم دو طرح جامع برای نوسازی اصفهان تهیه شد. طرح اول که می‌توان آن را یک شکست دانست، هسته شهر آینده را بر روی شهر قدیمی قرار داده بود. طرح دوم در برنامه پنج‌ساله اول خود تلاش کرد شهر قدیمی را با نیازهای شهروندان مدرن سازگار کند و با قرار دادن آن در دل گسترش‌های آینده، شهر قدیمی را زنده نگه دارد. برای برقراری ارتباط با بخش‌های مدرن پیرامونی، سه کیلومتر مربع خیابان‌های اصلی برنامه‌ریزی شد که به دو و نیم کیلومتر موجود اضافه می‌کرد تا از درون و اطراف شهر قدیمی عبور کنند.

### اصفهان در انقلاب ۱۳۵۷ و پس از آن
در ۱۴ مرداد ۱۳۵۷ (قبل از انقلاب اسلامی) تظاهرات کنندگان اصفهانی که برای هفتم کشته شدگان حادثه مشهد به خیابان‌ها آمده بودند و البته برخی شان نیز مسلح بودند،  با هدایت سید حسین خادمی بیشتر قسمت‌های شهر را به تصرف درآورند و سید جلال‌الدین طاهری را که چندی پیش از آن بازداشت شده بود آزاد کردند، ناآرامی‌های دو روزه اصفهان با اعلام حکومت نظامی توسط دولت و با هجوم نیروهای ارتش به فرماندهی سید رضا ناجی و کشته و مجروح شدن عده‌ای، پایان یافت. این نخستین بار از سال ۱۳۳۲ بود که در مرکز یک استان حکومت نظامی اعلام می‌شد.
همچنین هنگام جنگ ایران و عراق، اصفهان به صورت مکرر تحت حملات هوایی میگ-۲۵ و موشکی اسکاد قرار گرفت که با تلفاتی نیز همراه بود. اصفهان با داشتن ۲۳ هزار کشته و حدود ۴۳ هزار جانباز بیشترین تعداد کشته و ایثارگران را برای جنگ ایران عراق در کل کشور دارد. در ۲۵ آبان ۱۳۶۱ سیصد و هفتاد تن کشته جنگ در یک روز در اصفهان تشییع شد.
پس از پایان جنگ و با افزایش جمعیت ساخت و ساز به شغلی پرسود بدل شد که نتیجه آن جایگزینی خانه‌های سابق با آپارتمان‌های چندین طبقه بود. این امر سبب نزاع دائمی طرفداران حفظ میراث ملی و تاریخی و سازندگان و طراحان ساختمان شد، نمونه آن نزاع بر سر برج جهان‌نما و فروش چندین هکتار باغ‌های اطراف کارخانه نساجی به فعالان بخش املاک و مستغلات است.
سال۱۴۰۰ به علت پرداخت نشدن غیرمجاز حق‌آبه تایین شده کشاورزان و انتقال آب رودخانه زاینده رود توسط دولت جمهوری اسلامی و خشکی این رود با اعتراضات کشاورزان استان اصفهان همراه بود که در بستر خشک شده زاینده رود انجام شد و مربوط به جنبش مدنی کشاورزان استان اصفهان میشد که با عقب نشینی دولت پایان پذیرفت. 

## معماری

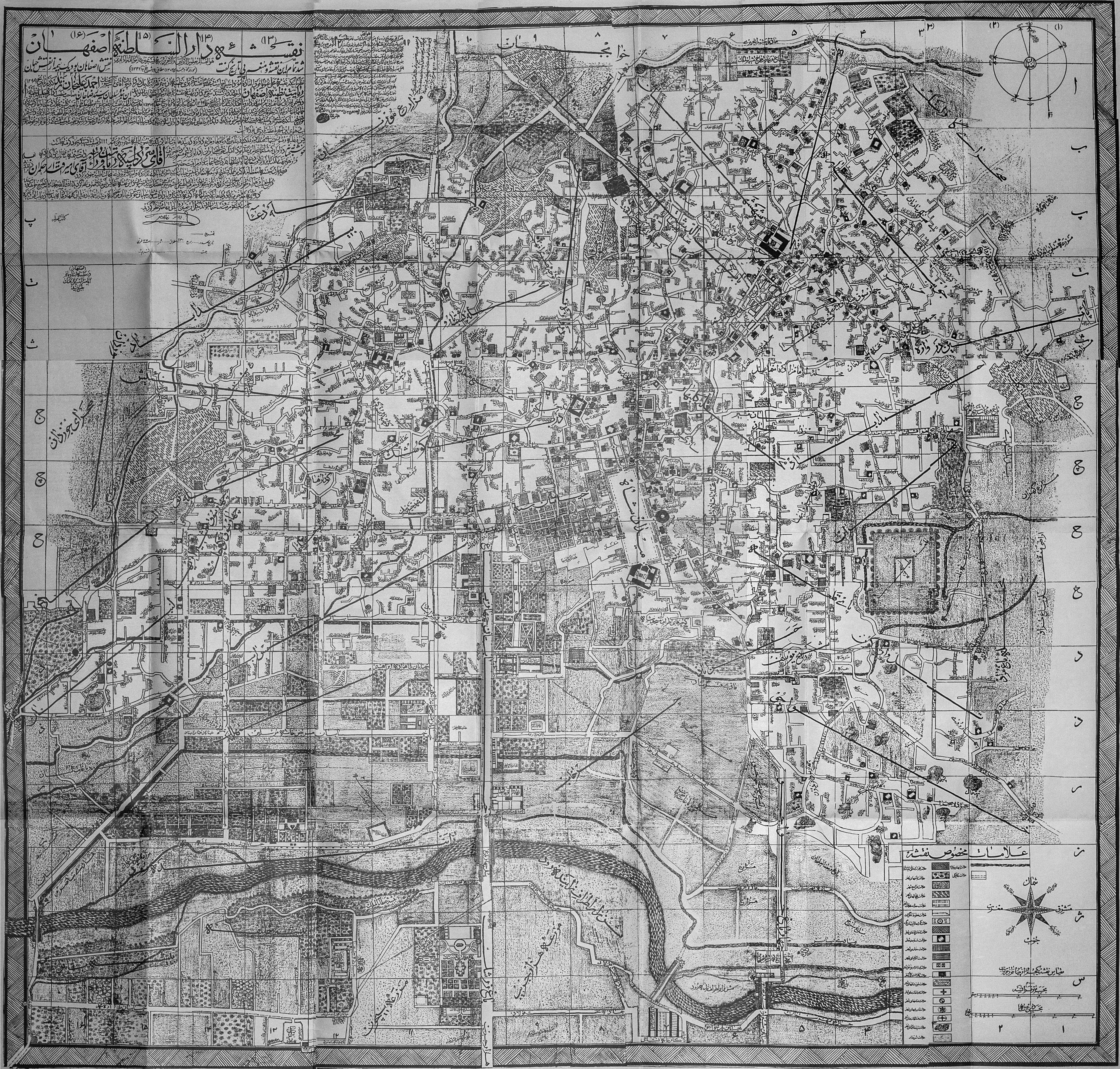
نقشه اصفهان تهیه شده توسط سیدرضا خان در سال ۱۳۰۲. این نقشه جزئیات فراوانی دارد و دقت اطلاعات آن بسیار زیاد است.

خطا: نام صفحه مشخص نشده‌است (راهنما).

### پیش از اسلام
از دوره پیش از اسلام، چیزی به جز بقایای آتشکده های در کوه آتشگاه، اکتشافات اندکی در تپه اشرف و همچنین پل شهرستان (متعلق به دوران ساسانیان) بجا نمانده است که از میان آن سه، تنها بنای برپا و برجا پل شهرستان است.
بیشتر آثار تاریخی بجا مانده مربوط به دورهٔ اسلامی است. آثاری از تمامی دوره‌های تاریخی پس از اسلام بجا مانده است اما به‌ویژه آثار دو دوره باشکوه از تاریخ اصفهان یعنی دورهٔ سلجوقی و دورهٔ صفوی برجستگی ویژه‌ای دارد، که هر کدام دارای ویژگی‌ها و سبک معماری یگانه خود است.

### سلجوقیان

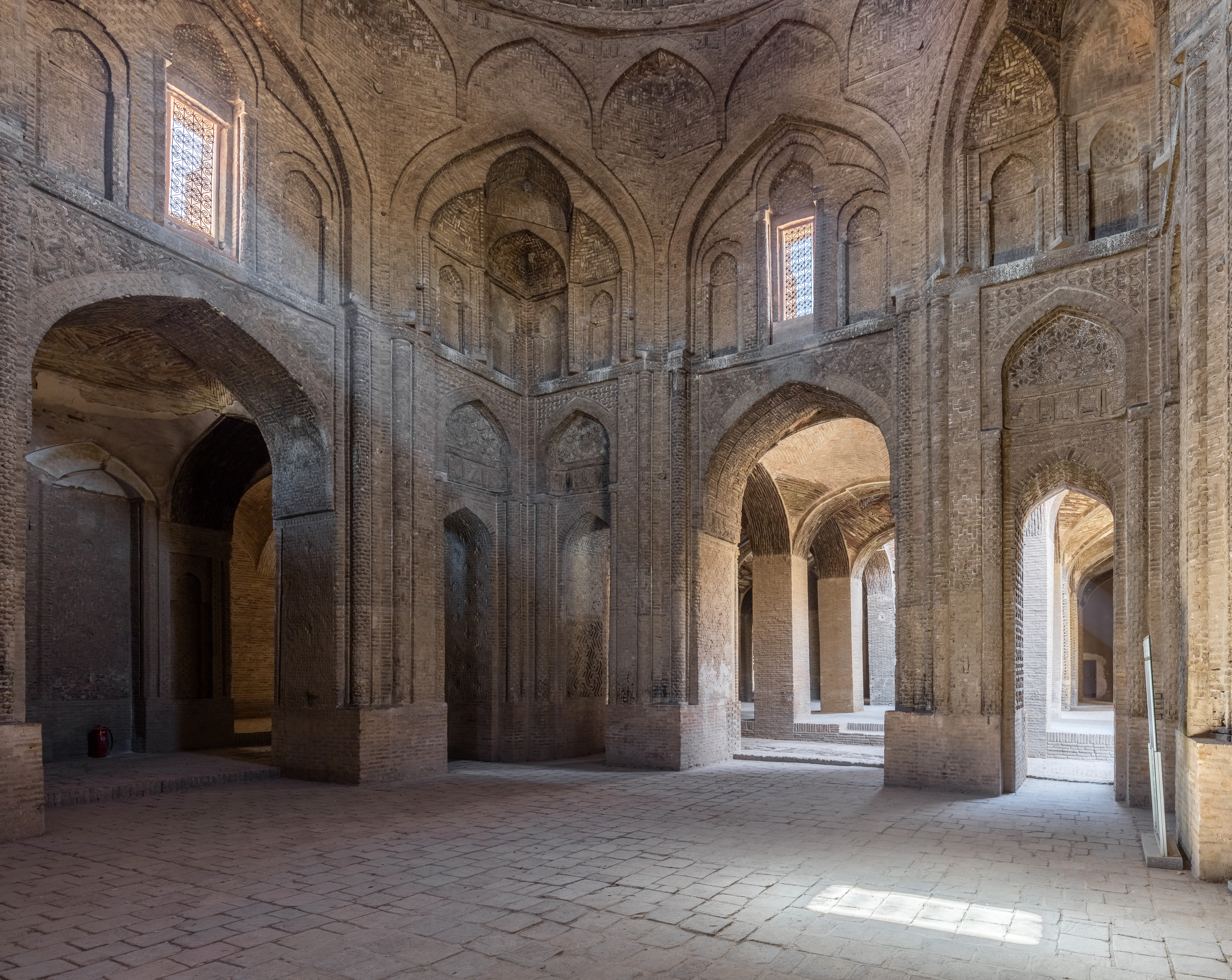
نمایی از فضای گنبدخانهٔ تاج‌الملک، از وزرای دوره سلجوقی

معماری سلجوقیان — که به‌ویژه در مسجد جامع نمود می‌یابد — ساده و بی‌پیرایه اما با ظرافت فراوان است. از ویژگی‌های دیگر معماری این دوره سکوت و درونگرایی به دور از هر گونه جلوه‌گری آن است. به جای آنکه بیننده تحت تأثیر آنی قرار گیرد، آرام آرام زیبائی و عظمت اسرارآمیز آن را در جای خود احساس می‌کند، برخلاف معماری و هنر دوره صفوی که توجه به جلوه‌های رنگ و نور و چشمگیری و درخشندگی از ویژگی‌های آن است.
آرامگاه ملکشاه و سلطان سنجر و خواجه نظام الملک از آثار تاریخی این دوره در شهر اصفهان می‌باشد.
یکی از قدیمی‌ترین شهرهای اصفهان شهر گز در ۱۰ کیلومتری اصفهان است یکی از آثار مهم باقی‌مانده در این شهر، مسجد جامع شهر مربوط به دوره سلجوقیان است.

### صفویان

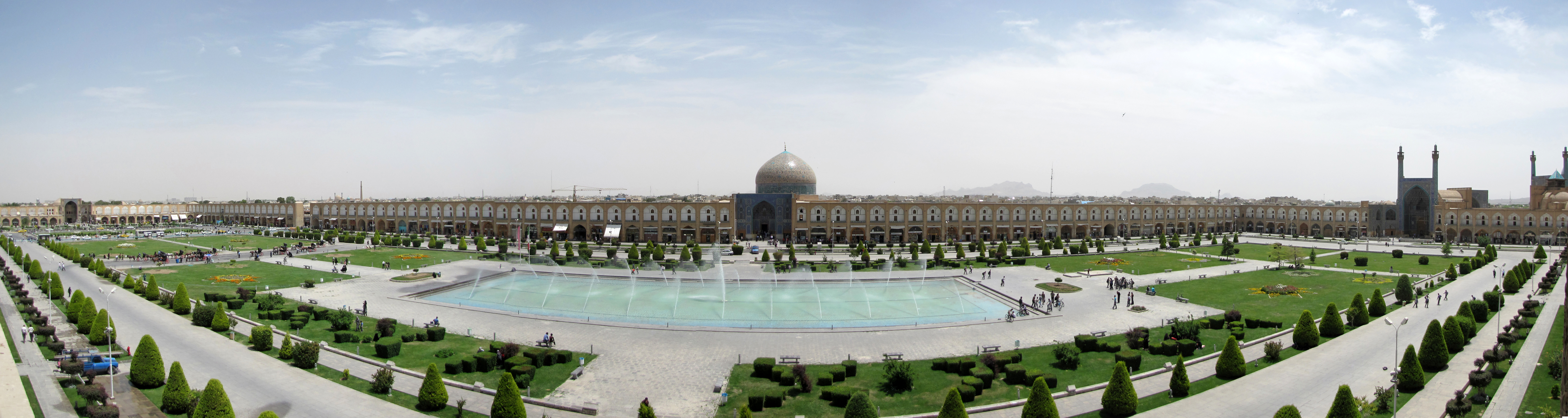
میدان نقش جهان که معماری دوران صفویان در آن کاملاً آشکار است.

در سال ۱۰۰۰ هجری قمری به دستور شاه عباس اول پایتخت صفویان از قزوین به اصفهان انتقال یافت در این زمان جمعیت اصفهان به یک میلیون نفر رسید و به شدت از نظر مراکز تجاری و فرهنگی ترقی نمود. عصر صفوی، عصر کمال و شکوفایی نبوغ معماری و شهرسازی در ایران است. هنرمندان شهر جلفای نوی آذربایجان اوج شکوه معماری ایران را در اصفهان به نمایش گذاشتند. زیباترین و با شکوه‌ترین آثار معماری ایرانی اسلامی در همین دوره، توسط معماران خلاق و هنرمندی چون محمدرضا و علی اکبر اصفهانی آفریده شد. اصفهان در مرکز امپراتوری صفوی قرار داشت و نسبت به قزوین به خراسان نزدیک تر بود. موقعیت جغرافیایی این شهر موجب افزایش سرعت عکس‌العمل شاه در مقابل تهدیدات ازبکان و عثمانیان بود. شاه عباس بدون ایجاد تغییرات عمده در بخش قدیمی شهر، بخش‌های جدیدی را به آن افزود. میدان نقش جهان، دولتخانه و خیابان چهارباغ نیز در کنار بخش‌های قدیمی شهر ساخته شدند.
از ویژگی‌های مهم در شیوهٔ معماری این دوره، علاوه بر استحکام و زیبایی ساختار، درخشش بیان است. در آثار این دوره تابش رنگ و نور، و جذابیت سطوح و شکوه چشمگیر آن‌ها، احساس زیبائی خیره‌کننده‌ای در بیننده ایجاد می‌کند و طنین رنگ‌ها و سطوح مکرر کاشی‌های درخشان به منظره‌ای شفاف، مجرد و روحانی تبدیل می‌شود.
معماری این دوره از لحاظ وسعت و کارایی، بسیار متنوع است و در تمامی ابعادِ حیاتِ فرهنگی، اجتماعی و اقتصادی مردم حضوری زنده و پویا دارد. باشکوه‌ترین مساجد، عظیمترین میدان‌ها، زیباترین پلها و خیابانها، بزرگ‌ترین بازارها، مدرسهها، و کاروانسراها در این عصر ساخته شد؛ و همه در نوع خود در اوج کمال هنری، استحکام و کارایی و بعضی چنان باشکوه و زیبا و کامل که گاهی نمی‌توان باور کرد که انسانی ناچیز آن را پدیدآورده باشد.

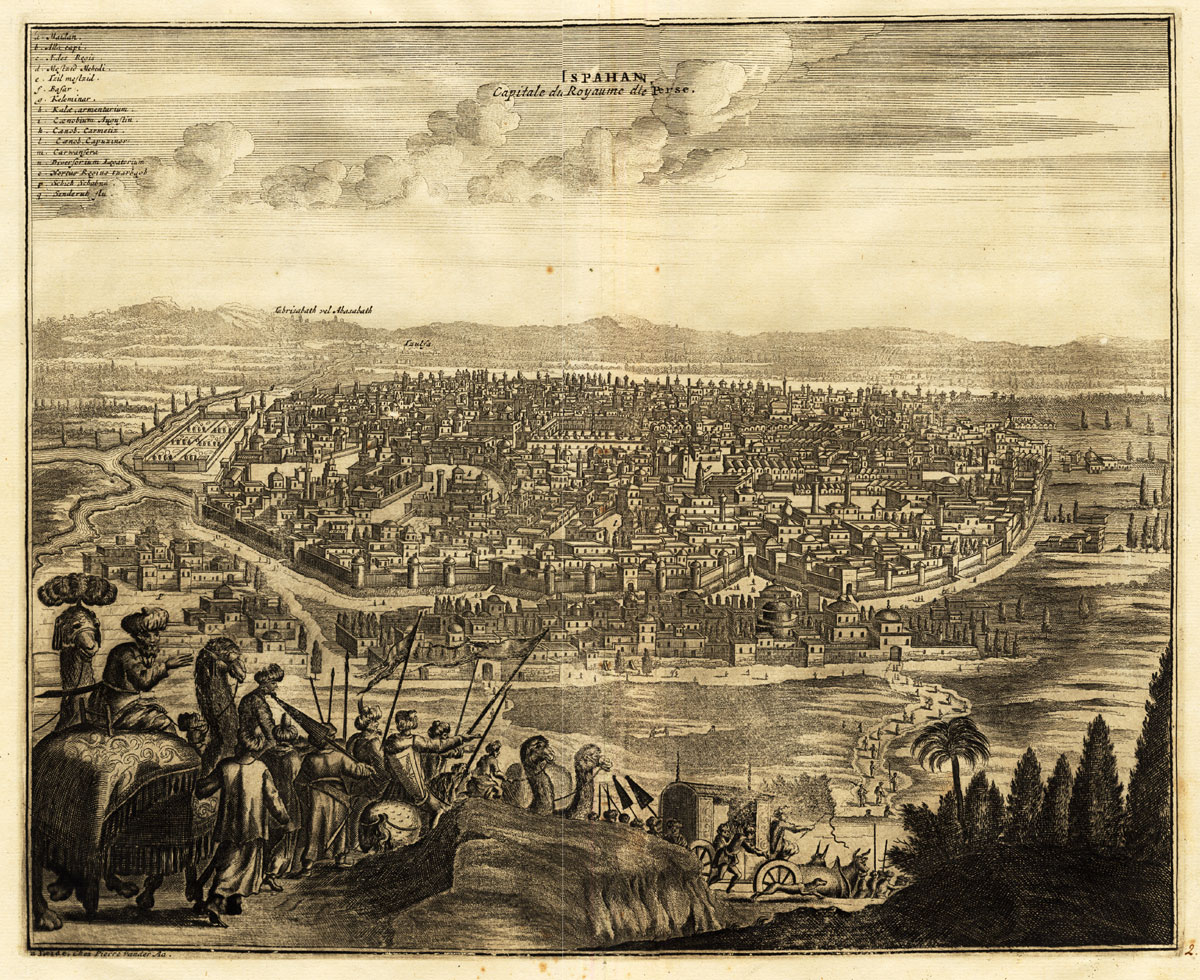
اصفهان، پایتخت شاهنشاهی ایران، نقاشی در ۱۷۲۵ میلادی

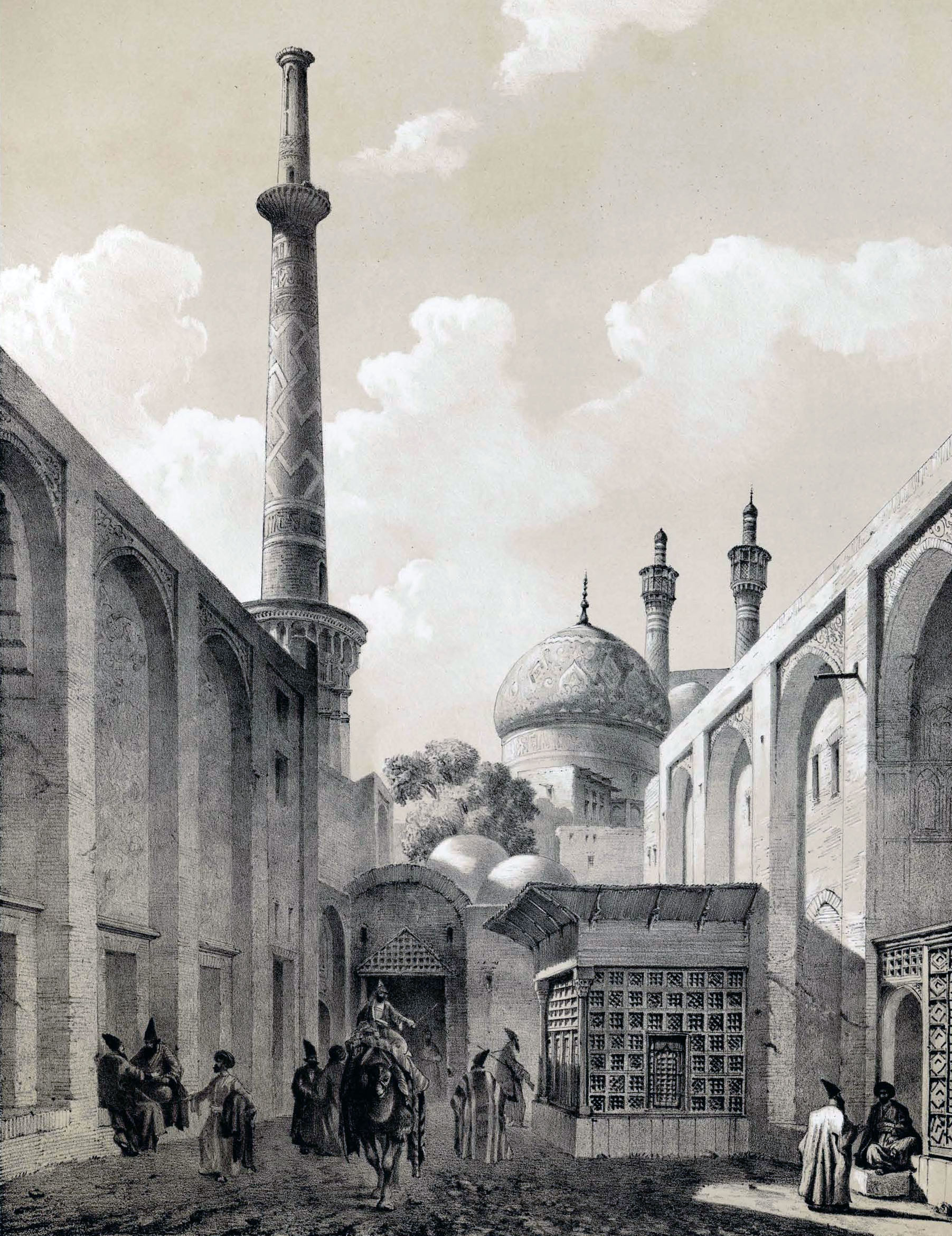
منار علی، نقاشی اثر اوژن فلاندن

### معماری معاصر
آنچه که در گذر از عهد قدیم به عصر جدید رخ داده است، سبک شدن معماری است. مقایسه چهارتاقی نیاسر (دوره ساسانی) که گنبد بر پایه‌های ضخیم استوار شده است و مسجد جامع عباسی اصفهان، به خوبی گواه این است که به مرور زمان، معماران در پوشش دهانه‌ها به دنبال راه‌هایی برای سبک کردن حجم بودند. یکی از روش‌های سبک‌سازی دهانه‌های بزرگ و گنبدها، تبدیل مربع به دایره و استفاده از ترک است که نمونه‌ای از آن را می‌توان در گنبد خواجه نظام الملک مسجد جامع اصفهان (دوره سلجوقی) دید. ویژگی تکاملی معماری ایران در دوره معاصر تجرید است. معماری معاصر با حفظ ویژگی‌های بنیادی خود در جهت انتزاعی شدن پیش رفت. نظیر مقبره بوعلی سینا (۱۳۶۷ ه‍.ش) که نمونه تجرید شده گنبد قابوس بن وشمگیر (۳۷۵ ه‍.ش) است. تجرید در معماری معاصر را در معماری مساجد خارج از ایران هم شاهد هستیم.
در آفرینش فرم مسجد سالن اجلاس بین‌المللی اصفهان که نقطه عطفی در معماری نوین ایرانی-اسلامی خواهد بود، از گنبد به عنوان عنصر نمادین معماری ایرانی و اسلامی الهام گرفته شده است. به جهت قرارگیری این مسجد در مرکز همایش‌های بین‌المللی، طرح با فرم سالن اجلاس قرابت دارد. گنبد بر پایهٔ مربع شکل به روش تبدیل مربع به دایره و با استفاده از ترک‌هایی با الهام از نقوش اسلیمی و با رعایت اصل تجرید بنا شده است. در شکل‌گیری گنبدخانه، خلوص مکعب گنبدخانه حفظ شده است. مسجد در جهت قبله چرخیده و گنبدخانه با چهار ایوان که از عناصر معماری مناطق کویری بوده احاطه شده است.

### مجسمه ها

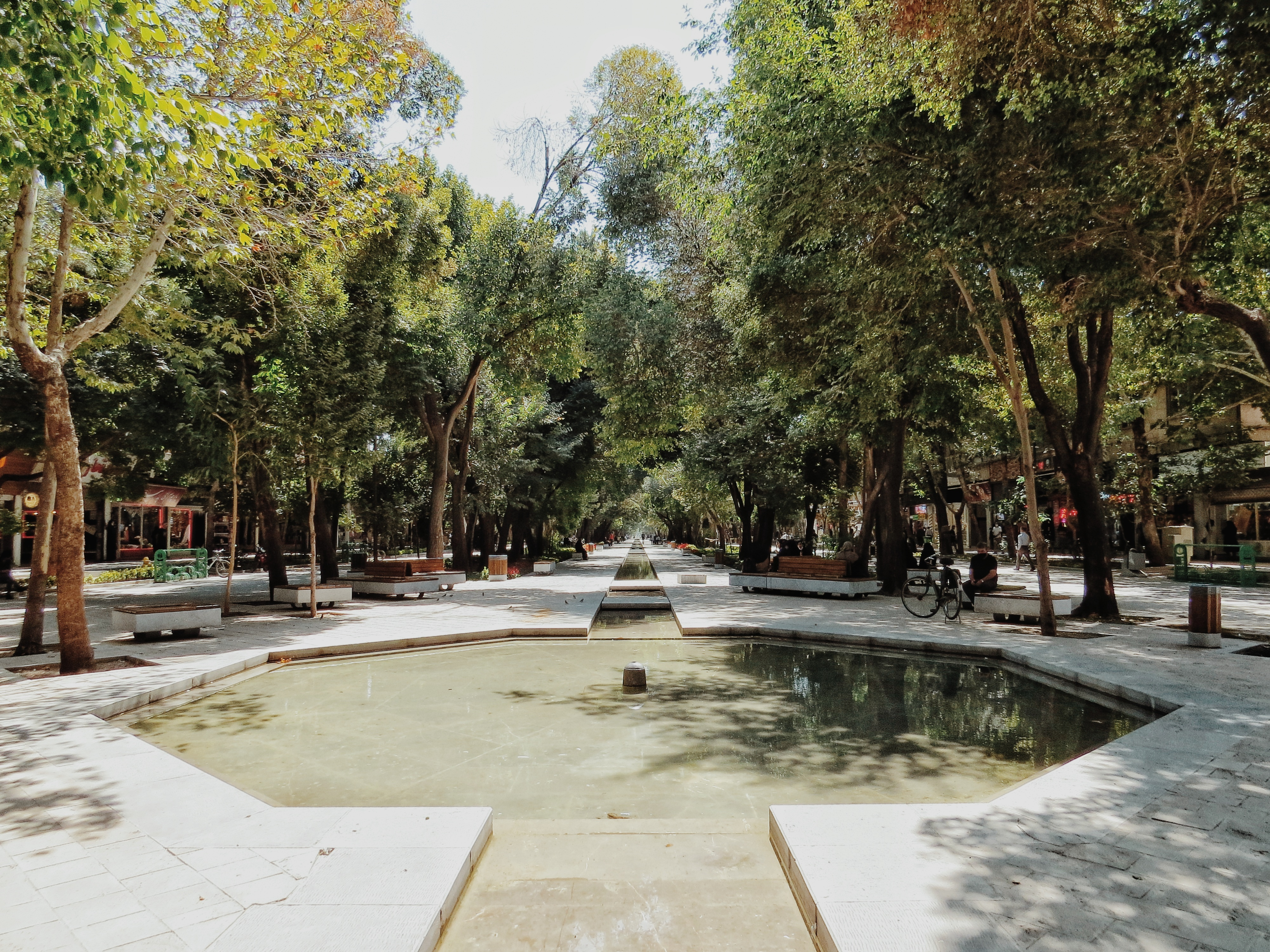
چهارباغ عباسی

مجسمه قنطورس با تن یک سرباز با کلاه قزلباشی حدفاصل پل چوبی و پل بزرگمهر و تندیس کاوه آهنگر بالای ایستگاه مترو میدان آزادی کار گذاشته شده است. قبل از انقلاب ۵۷ مجسمه شاه عباس در میدان آزادی وجود داشت آن اثر هنری که ساخته دست هنرمند مطرح این عرصه ایرج محمدی است بزرگ‌ترین مجسمه برنزی پیش از انقلاب بود و تصویر شاه عباس روی اسب را تجسم ساخته بود و در میدان دروازه شیراز اصفهان نصب بود که پس از انقلاب برچیده و مدفون شد. معاون درگذشته شهرداری اصفهان که مجسمه را دفن کرده بود گفته است تا زمانی که مجوز نصب مجسمه گرفته نشود، آدرسی از محل نگهداری مجسمه نخواهم داد. شهریور ۱۳۹۹ دبیر سمپوزیوم مجسمه‌سازی اصفهان گفت: با برگزاری سمپوزیوم مجسمه‌سازی ۱۱ اثر هنری به مجموعه مجسمه‌های سطح شهر اضافه می‌شود و دائم باقی می‌ماند.
بقیه مجسمه‌ها مجسمه شامل شیخ بهایی، چوگان چهارباغ تندیس نماد معلم سلمان فارسی میدان امام خمینی تندیس چوپان نی‌زن و غیره می‌شود.

## جغرافیا

### موقعیت جغرافیایی
اصفهان در ۴۳۵ کیلومتری تهران و در جنوب این شهر قرار دارد. شهر اصفهان دارای طول جغرافیایی ۵۱ درجه و ۳۹دقیقه و ۴۰ ثانیه شرقی و عرض جغرافیایی ۳۲ درجه و ۳۸ دقیقه و ۳۰ ثانیه شمالی می‌باشد. محدوده شهری آن هم به پانزده منطقه شهرداری تقسیم می‌شود که از سمت غرب شهر از راه خیابان کهندژ متصل به شهر خمینی‌شهر و از راه خیابان آتشگاه به شهر نجف‌آباد و از جنوب غرب متصل و همجوار با شهر فلاورجان، از سمت شمال به سمت شهر شاهین‌شهر و از شرق شهر نیز به دشت سجزی منتهی می‌شود.
سطح شهر از سطح عمومی دریاها حدود ۱۵۷۰ متر ارتفاع دارد و در قسمت شمالی و شرقی به کویر محدود می‌گردد و در قسمت غربی و جنوبی نیز به سلسله کوه‌های زاگرس منتهی می‌شود. کوهستان کرکس در پنجاه کیلومتری شمال اصفهان و زردکوه بختیاری در جنوب غربی آن قرار دارد. وجود آب‌هایی همانند زاینده رود که از زاگرس سرچشمه گرفته دلیل پیدایش این شهر می‌باشد. شهر اصفهان بر روی دشتی به نسبت هموار با شیبی در حدود ۲ درصد و به طرف شمال شرقی بنا گردیده است. در طی سده‌های گذشته نیز به سبب وجود آب فراوانتر و آلودگی کمتر در سمت جنوب غربی توسعه بیشتری یافته است.

### گیاگان و زیاگان
این شهر  به‌دلیل داشتن قوچ و میش اصفهان نیز که بومی منطقه اند در میان دوستداران طبیعت و محیط زیست شهره جهان است. آبدزدک اصفهان در سال ۱۳۹۰ شناخته و معرفی شد. نسل گاوهای بومی اصفهان در سال ۱۳۹۹ منقرض شد.
اصفهان رتبه نخست جنگل‌سازی کشور است. یک گونه از گل رز از ۱۸۳۲ به نام رز اصفهان نامگذاری شده است. دم جنبانک در بیشتر کشتزارها و پارک‌ها دیده می‌شود. بقیه پرنده‌ها شامل غراب، قمری(پاختری)، توکا، زاغی، زاغچه، چلچله (پرستو)، کلاغ ابلق، و گنجشک خانگی می‌باشد.  به‌دلیل نبود زاینده رود پرندگان از نوع گونه‌های مهاجر مثل مرغ ماهی خوار (از سیبری و غیره) امنیت غذایی ندارند. برج‌های طبقاتی کبوتر قدیم ساخته می‌شده است.
به‌طور کلی روباه معمولی و روباه شنی، شغال و خدنگ در دشت اصفهان وجود دارد.
پارک ملی و پناهگاه حیات وحش قمیشلو در شمال غرب اصفهان (۴۵ کیلومتری شمال غرب اصفهان) در شهرستان تیران و کرون زیستگاه گونه‌های با ارزشی از حیات وحش شامل سم‌دارانی همچون کل و بز، قوچ و میش، آهوی ایرانی و حیواناتی نظیر گرگ، کبک، تیهو، کفتار و … می‌باشد.

### تأسیسات نظامی
درگذشته شبکه از قلعه‌ها  به‌دلیل توپوگرافیک در اصفهان ساخته شده بود.
پایگاه هشتم شکاری اصفهان متعلق به نیروی هوایی ارتش جمهوری اسلامی در فرودگاه شهید بهشتی اصفهان است که به عنوان پایگاه مادر جنگنده اف ۱۴ شناخته می‌شود.
سپاه صاحب الزمان نام سپاه اصفهان در سپاه پاسداران انقلاب اسلامی است فرماندهی سپاه صاحب الزمان در خیابان صفه روبروی بیمارستان الزهرا است. پایگاه هوایی نهسا در فرودگاه بدر اصفهان است.
قرارگاه سردار شهید حاج قاسم سلیمانی در سپاه صاحب الزمان ضد دنیاگیری کرونا ویروس در اصفهان ۵ آبان ۱۳۹۹ تشکیل شد.
یگان‌های گروه ۴۴ توپخانه. گروه ۵۵ توپخانه نزاجا و گروه توپخانه و موشکی ۱۵ خرداد نزسا در این شهر پادگان دارند. پادگان هوانیروز جنوب شهر است که دوره خلبان نفرات غیرنظامی دارد.

### آب و هوا

موقعیت حوضه آبریز گاوخونی

این شهر در منطقه‌ای در دامنه کوه‌های زاگرس و در کنار زاینده‌رود قرار گرفته که از کوه‌های زاگرس ایران سرچشمه می‌گیرد و به باتلاق گاوخونی می‌ریزد و از مراکز گردشگری، فرهنگی و اقتصادی ایران محسوب می‌شود. زاینده‌رود بزرگ‌ترین رود فلات مرکزی ایران از کوه‌های زاگرس ایران واقع در غرب استان اصفهان و استان چهارمحال و بختیاریسرچشمه گرفته و از میان اصفهان می‌گذرد. همچنین جنگل ناژوان از مناطق خوش آب و هوای حاشیه زاینده‌رود می‌باشد. از دیگر مناطق طبیعی قابل گشت و گذار اصفهان می‌توان به کوه کلاه قاضی و کوه صفه اشاره نمود. منطقه کلاه قاضی، یک پارک ملی است با نام پارک ملی کلاه قاضی که محل زیست جانوران زیادی مانند کل، پازن، بز، آهو و عقاب است.
شهر اصفهان  به‌دلیل موقعیت جغرافیایی و توپوگرافی خاصی که دارد در اراضی پست قرار گرفته و از سه جهت (۲۷۰ درجه) در محاصرهٔ ارتفاعات بوده به گونه‌ای که در بیشتر اوقات سال (بالای ۵۵ درصد) جابه‌جایی هوا در این شهر اتفاق نمی‌افتد، این موضوع عامل مؤثری در تشدید آلودگی هوای شهر به‌ویژه در نیمه دوم سال می‌باشد. میانگین سرعت باد غالب در شهر اصفهان بین ۸/۲ تا ۴/۳ متر بر ثانیه و جهت آن از سمت جنوب غربی است. فراوانی وقوع بادهای آرام در ماه‌های فروردین تا تیر ۵۰–۴۵ درصد و در ماه‌های آبان تا دی ۸۰–۷۰ درصد است و در بیشتر مواقع وزش باد در شهر اصفهان آرام است. این وضعیت باعث سکون هوا و ایجاد شرایط مناسب برای افزایش آلودگی هوا است. پدیدهٔ اینورژن در شهر اصفهان به لحاظ تعداد و شدت نیز از ویژگی توپوگرافی و اقلیمی تبعیت کرده به گونه‌ای که سالیانه بیش از ۲۶۰ روز این پدیده در شهر اصفهان حادث می‌شود که اوج آن در پاییز و اوایل زمستان است و شدت پدیده اینورژن به‌حدی است که بعضاً ارتفاع این لایه به زیر ۳۰۰ متر هم می‌رسد.
در داده‌های آماری دوره ۱۰ ساله از کلانشهر اصفهان به‌طور میانگین هر ۹ روز یک پدیده گرد و غبار داشته است.
شهر در بین هشت کلانشهر ایران رتبه نخست آلودگی هوا را دارد.
آب و هوای اصفهان به‌طور کلی معتدل رو به سرد است و مقدار بارش باران و برف به نسبت کمی دارد. حداکثر درجه حرارت در تابستان ۳۹ درجه سانتی‌گراد است که تابستان‌هایی گرم و خشک را می‌سازد و در زمستان تا حداقل ۱۹- درجه می‌رسد.
گروه تحقیقات هواشناسی کاربردی سازمان هواشناسی هر چندماه گزارش تحلیل خشکسالی اصفهان را منتشر می‌کند.
دوره صفوی پل‌های زاینده رود با نگه داشتن آب باعث پرآب شدن چاه‌های شهر می‌شدند.
۳۳۰۰ استخر کشاورزی در کل استان وجود دارد.
مدیریت نادرست حوضه آبریز، اصفهان را از قطب کشاورزی به منطقه بحران زده تبدیل کرده است.
دولت هفتم و هشتم در زمان تکمیل نبودن تونل کوهرنگ سه یک سهم آب از اصفهان را به استان یزد، اختصاص دادند. تخصیص‌های بی‌حد و حساب دلیل خشک شدن تالاب گاو خونی شده است. کارشناسان سلامت ۳۵ هزار سرطانی  به‌دلیل خشک شدن گاو خونی را برای اصفهان پیش‌بینی کرده‌اند.
در تابستان ۱۴۰۰ شرکت آبفا شهر ۴۰۰۰ لیتر کمبود آب داشت. به‌دلیل تداوم برداشت بی‌رویه حوزه آبریز زاینده رود، کمتر از ۱۰ سال دیگر اصفهان قابل سکونت نخواهد بود.

#### فرونشست خاک
در بین شهرهای ایرانی  به‌دلیل برداشت از آبخوان دشت اصفهان بیشترین نرخ فرونشست زمین را دارد که روی حدود ۱۰ هزار کیلومتر مربع یعنی ۱۰ درصد از مساحت استان تأثیر گذاشته است.

#### انتقال آب
آب دریای عمان در تیرماه ۱۴۰۴ جهت مصرف در پالایشگاه اصفهان و صنایع شمال استان و مجتمع فولاد مبارکه و صنایع جنوبی استان به اصفهان رسید.

## مردم‌شناسی و فرهنگ
اصفهانی‌های بومی بین بقیهٔ ایرانی‌ها در فرهنگ و اساطیر ایران به باهوشی و طنز و شوخی شناخته شدند.
خسرو انوشیروان از شاهان ایران در اردستان استان اصفهان متولد شده.

### حمله اعراب به اصفهان

نمودار رشد جمعیت شهر اصفهان از سال ۱۳۳۵ تا ۱۳۹۵.

جمعیت اصفهان در سال ۱۳۸۵ خورشیدی بالغ بر ۱٬۵۸۳٬۶۰۹ نفر بوده است. جمعیت استان اصفهان طبق آخرین سرشماری رسمی در سال ۱۳۹۰ برابر با مناطق ۱۵ گانه ۲/۸۷۹/۲۵۶ نفر بوده که ۸۳/۵ درصد آن در نقاط شهری و بقیه در نقاط روستایی و عشایر سکونت داشته‌اند. در سال ۱۳۹۵ خورشیدی به ۳٬۱۶۱٬۲۱۱ مناطق ۱۵ گانه نفر رسیده است. و برآورد شده که در سال ۱۴۰۱ مناطق ۱۵ گانه شهر اصفهان به ۳/۹۴۹/۰۰۰نفر رسیده است. اصفهان از دیرباز از مهم‌ترین مراکز شهرنشینی در فلات ایران به‌شمار می‌رفته است. در ۵ دی ۱۳۱۹ در زمان رضاشاه برای نخستین بار در ایران به سبک اروپایی در اصفهان از مردم سرشماری به عمل آمد و ۲۰۴٬۶۰۰ تن را ساکن شهر اصفهان گزارش کردند.

طی پژوهشی که به سفارش شورای فرهنگ عمومی در سال ۱۳۸۹ ش انجام شد و براساس یک بررسی میدانی و یک جامعه آماری از میان شهروندان ۲۸۸ شهر و حدود ۱۴۰۰ روستای سراسر کشور، درصد اقوامی که در این نظر سنجی نمونه‌گیری شد در شهر اصفهان به قرار زیر بود:
| اقوام کلانشهر اصفهان | اقوام کلانشهر اصفهان | اقوام کلانشهر اصفهان | اقوام کلانشهر اصفهان | اقوام کلانشهر اصفهان |
| -------------------- | -------------------- | -------------------- | -------------------- | -------------------- |
| قومیت                | قومیت                |                      | درصد                 | درصد                 |
| فارس                 | فارس                 |                      | ۸۷٫۳٪                | ۸۷٫۳٪                |
| لر بختیاری           | لر بختیاری           |                      | ۶٫۲٪                 | ۶٫۲٪                 |
| قشقایی               | قشقایی               |                      | ۳٪                   | ۳٪                   |
| کرد                  | کرد                  |                      | ۰٫۸٪                 | ۰٫۸٪                 |
| سایر                 | سایر                 |                      | ۲٫۷٪                 | ۲٫۷٪                 |

### زبان
مردم اصفهان به زبان فارسی با لهجه اصفهانی سخن می‌گویند از ویژگی‌های لهجه اصفهانی اضافه کردن حرفِ س به آخر واژگان می‌باشد که به جای واژهٔ است استفاده می‌شود. مهاجران به اصفهان دارای گویش‌های متفاوت هستند و ارمنی‌های اصفهان نیز به زبان ارمنی سخن می‌گویند. مکالمات روزمره و رسمی شهر همگی به زبان فارسی (لهجه اصفهانی) است.
در زمان پهلوی اول گروهی پرشمار از کُردهای ایل گلباغی از شمال استان کُردستان به شهر اصفهان و شهرهای کاشان و نایین کوچانده شدند که امروزه بیشتر از عناصر استحاله‌یافته در جمعیت این شهرها به‌شمار می‌آیند.

### دین و فلسفه
به شکل تاریخی اصفهان این خصوصیات را داشت: موقعیت تجاری، منابع حاصلخیز کشاورزی و موقعیت سنتی به عنوان یک مرکز دینی مذهبی.

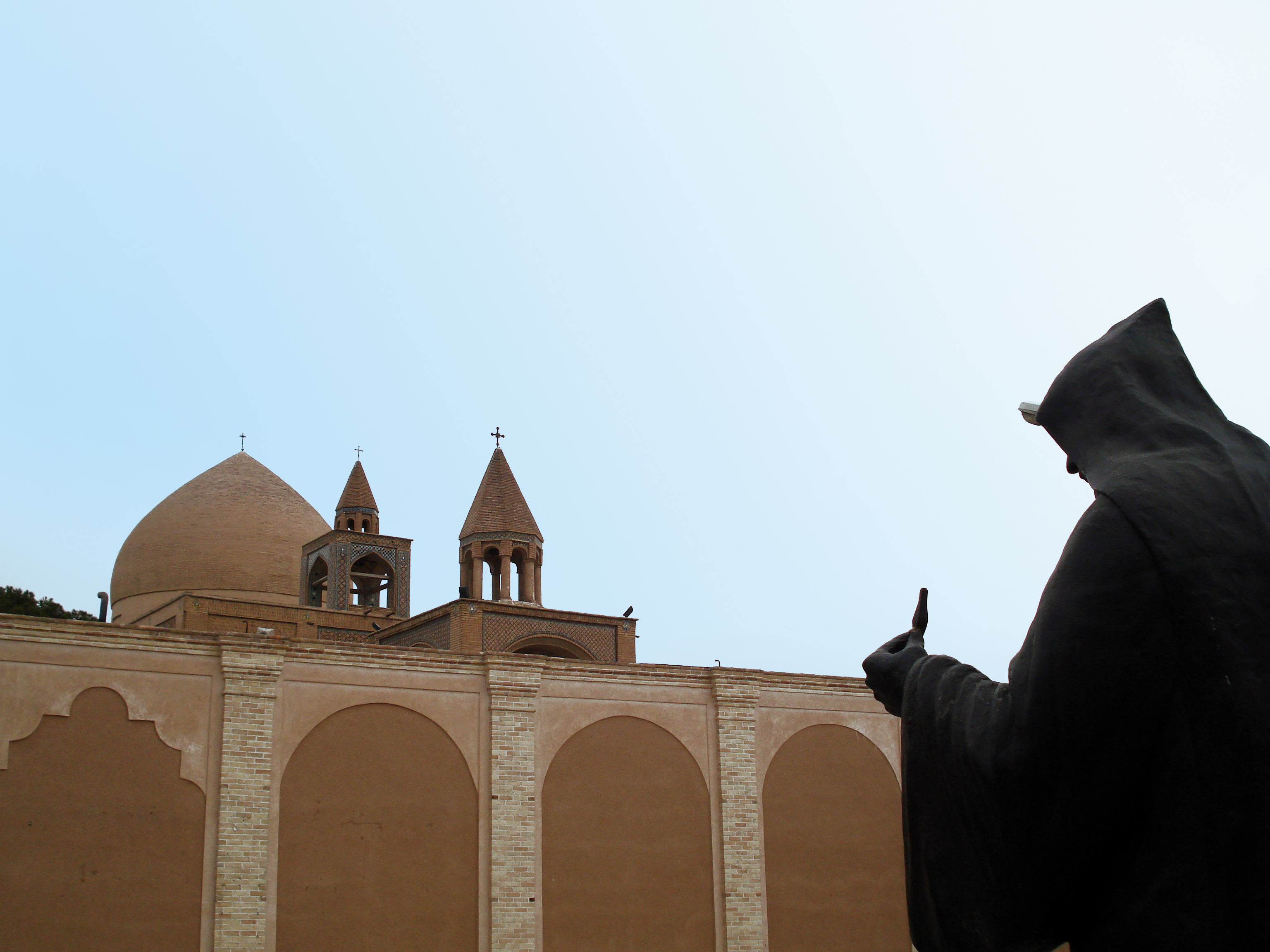
کلیسای وانک

اسلام شیعه به عنوان بخش اصلی کیش مردمان این شهر است و علاوه بر آن، ارمنی‌ها، یهودیان و زرتشتیان و سایر اقلیت‌های مذهبی همچون اهل‌سنت نیز در شهر زندگی می‌کنند. جلفای نو که در جنوب اصفهان قرار گرفته منطقه‌ای است که بیشتر ارمنی‌نشین است و از منطقه‌های خوب شهر نیز قلمداد می‌شود.
اسماعیلیه در اصفهان تاریخ بلندی دارد اسماعیلیان در سال‌های ۲۹۰ الی ۳۱۰ هجری قمری توسط داعی حسین ابن احمد دندان و یارانش در زمان عبدالله احمد (امام یازدهم اسماعیلیه و خلیفه اول و بنیانگذار خلافت فاطمی) وارد اصفهان شد و سپس با دعوت مردم اصفهان و اسماعیلی شدن اصفهانیان علیه عباسیان قیام کردند و اصفهان به خلافت فاطمی پیوست. در این زمان مسجد جامع گورتان ساخته شد که بعدها تبدیل به بزرگ‌ترین حوزه علمیه تاریخ اسماعیلیه شد و بزرگان اسماعیلی همه در این مسجد جامع درس فقه اسماعیلی را خواندند مانند ناصرخسرو و حسن صباح بعدها در زمان جدایی اختلاف در حکومت فاطمی اصفهانیان نیز مانند بسیاری از اسماعیلیان نزار بن المستنصر بیعت کردند و او را امام خواندند. پس از آن در زمان ناطقیت احمد ابن عطاش اکثریت مردم اصفهان اسماعیلی بودند اما با حمله ترکان سلجوقی به اصفهان در زمان ملکشاه یکم با دستور وزیر ملکشاه خواجه نظام‌الملک اصفهان محاصره شد و در آخر با شکسته شدن محاصره اصفهان خواجه نظام الملک طوسی دستور قتل‌عام مردم اصفهان را داد و در آن زمان هزاران هزار اصفهانی با هر قوم و نژاد اعم از اسماعیلی، یهودی، سنی، دوازده امامی و ارمنی قتل‌عام شدند و کشته شدند و به گفته مورخان بیش از ۷۵ درصد جمعیت اصفهان به دستور نظام‌الملک اعدام و کشته شدند. امروزه آثار زیادی از زمان حضور اسماعیلیه در اصفهان که اکثراً در غرب اصفهان و منطقه ۹ اصفهان هستند وجود دارد مثل مسجد جامع گورتان، آرامگاه بی‌بی‌فاطمه (ناطق اسماعیلی)، آرامگاه سلطان ایوب (ناطق اسماعیلی) و پیر نجم الدین (ناطق اسماعیلی) وجود دارد.
ورود مذهب تشیع به این شهر در طی چندین دوره زمانی صورت گرفته که مهم‌ترین آن عبارتند از: هجرت ابن هلال ثقفی از کوفه به این شهر، اقامت و تبلیغ صاحب بن عباد وزیر آل بویه در این شهر، هجرت تبلیغی علامه حلی و شاگردانش به همراهی و حمایت محمد خدابنده اولجایتو پادشاه شیعه مغول، و در آخرین دوره در دوره صفویه و هجرت علمای جبل عامل به این شهر، بافت شیعی این شهر به نقطه تکامل رسید. در بین مسلمانان سنی معمولاً شهرت اصفهان به خاطر حدیث معروفی است که روایت می‌کند: «مسیح دجال توسط ۷۰۰۰۰ یهودی از شهر اصفهان همراهی می‌شود که شال‌های پارسی پوشیده‌اند.»

#### یهودیان اصفهان
امروزه یهودیان اصفهان از قدیمی‌ترین اهالی این شهر می‌باشند که در گذشته در محله جویباره ساکن بوده‌اند ولی اکنون بیشترشان به خارج کشور مهاجرت کرده‌اند. اندک یهودیانِ باقی‌مانده هم بیشتر در خیابان فردوسی، آمادگاه و سید علیخان ساکن هستند. اوج یهودی نشینی اصفهان در زمان حمله لشکر عمر بن خطاب خلیفه دوم مسلمین به اصفهان بود که فرمانده سپاه اسلام این شهر را شهر یهودیان عجم خواند!

#### ارمنی‌ها و زرتشتیان
در اصفهان، ارمنی‌ها و دیگر شاخه‌های مسیحی، زرتشتیان، ورشوییان، بهاییان، بودایی، ربانیان (هندوهای تاجرپیشه) و یهودیان زندگی می‌کردند. اصفهان در جایگاه یک پایتخت و با شکوفایی سیاسی، اقتصادی و فرهنگی که در روند تاریخی خود داشت، همواره کانونِ نگرشِ اقلیتها بود. آدریان اصفهان درشهر آتشکده‌ای به نام «درب مهر و گوهر» در محله سیچان دارند.

### روز و نماد اصفهان

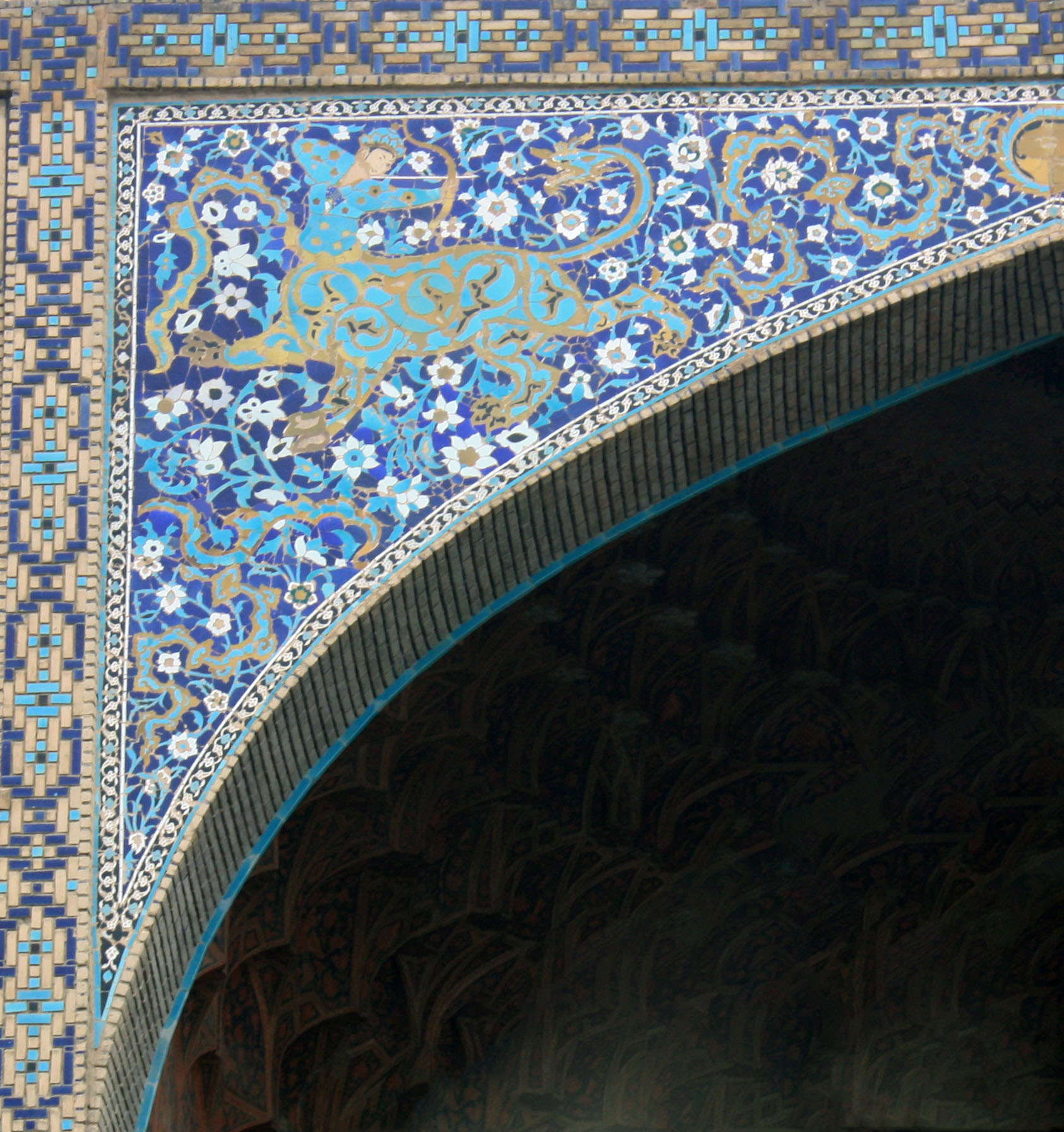
نگاره تاریخی منقوش بر کاشی کاری‌های سردر قیصریه که با اقتباس از صورت فلکی برج قوس (آذر) طراحی شده است، به عنوان نماد اصفهان شناخته شده است.

نماد اصفهان نماد تعلیق بین خشکسالی و آبادانی است.
سال ۱۳۹۷ یکم آذر به عنوان روز اصفهان و قوس آذر به عنوان نماد شهر انتخاب شد و هفته اول اردیبهشت؛ هفته فرهنگی اصفهان شد.
در تقویم ملی رسمی روز ۲۵ آبان برای یادبود تشییع ۳۷۰ نفر کشته اصفهانی  جنگ ایران عراق در سال ۱۳۶۱  روز استان اصفهان است.
در تقویم رسمی کشور ۱۸ مهر ماه روز ملی زاینده رود است.

### هنر
مکتب موسیقی اصفهان جز بزرگ‌ترین مکتب‌های موسیقی ایران در تمام تاریخ بوده است. اصفهان از اواخر دوره قاجار تا به امروز یک شهر شناخته شده به آواز و موسیقی است و معماری اصفهان که به موسیقی منجمد معروف است بسیار فاخر است. در اصفهان ابداع کنندگان معماری از موسیقی الهام می‌گرفتند به اصفهان رو از جلال الدین تاج اصفهانی و اصفهان از نصرالله معین یکی از آثار در آواز اصفهان است. نقاشی اصفهان یکی از دلایل باعث دادن لقب شهر خلاق و عضویت شبکه شهر خلاق می‌باشد.
۱۳۹۷  به‌دلیل دخالت اداره فرهنگ و ارشاد اسلامی کنسرت اصفهان سالار عقیلی بی‌اجرای نوازنده‌های زن ادامه داده شد.

### رسانه
رادیو اصفهان و شبکه اصفهان کانال تلویزیونی و رادیویی سازمان صدا و سیما است.
خبرگزاری ایمنا و روزنامه اصفهان زیبا متعلق به شهرداری اصفهان است و روزنامه اصفهان امروز و روزنامه سیمای شهر از روزنامه‌ها و مطبوعات شهر است.
شرکت مخابرات اصفهان فراهم کننده خدمت اینترنت پهنای باند ثابت و وی دی اس ال و اینترنت فیبر نوری در شهر است. پوشش تلفن همراه نسل چهارم شبکه تلفن همراه و 3G وجود دارد.
بزرگ‌ترین آمفی تئاتر روباز کشور در پردیس هنر اصفهان افتتاح شد. در تالار فرشچیان خیابان توحید و تالار رودکی، هنرسرای خورشید، سالن کوثر، هنرستان هنرهای زیبا، تالار شهید آوینی دانشگاه اصفهان، سالن نگین سپاهان شهر، سالن شیخ بهایی و تماشاخانه ماه زیر نظر شهرداری برنامه‌های کنسرت موسیقی و تئاتر اجرا می‌شود.
ارکستر ملی اصفهان از نوازندگان اصفهانی تشکیل شده است.
باباشاه اصفهانی از استادان مسلم خوشنویسی صفوی بود.

### نشریه ها
نخستین چاپخانه در ایران به دوران صفویان بازمی‌گردد که کشیشان ارمنی‌ها در جلفای اصفهان با آن تعدادی دعا و ذکرهای مسیحی را چاپ کردند همچنین چاپخانه‌های قدیمی لازاریت، استپانیان ساخته شده بود.
روزنامه اصفهان از ۱۳۴۲–۵۴ شمارگان داشت. زبان زنان از تیر ۱۲۹۸ چاپ می‌شد. یالثارات الحسین فعال است. فهرستگان نشریات ادواری، بقیه رسانه‌ها شامل روزنامه زاینده رود، نسل فردا، نصف جهان است.

### مکتب نگارگری اصفهان
در نقاشی آغاز مکتب نگارگری اصفهان منتسب به اواخر سال ۹۹۷ قمری است.

### کتابخانه‌ها

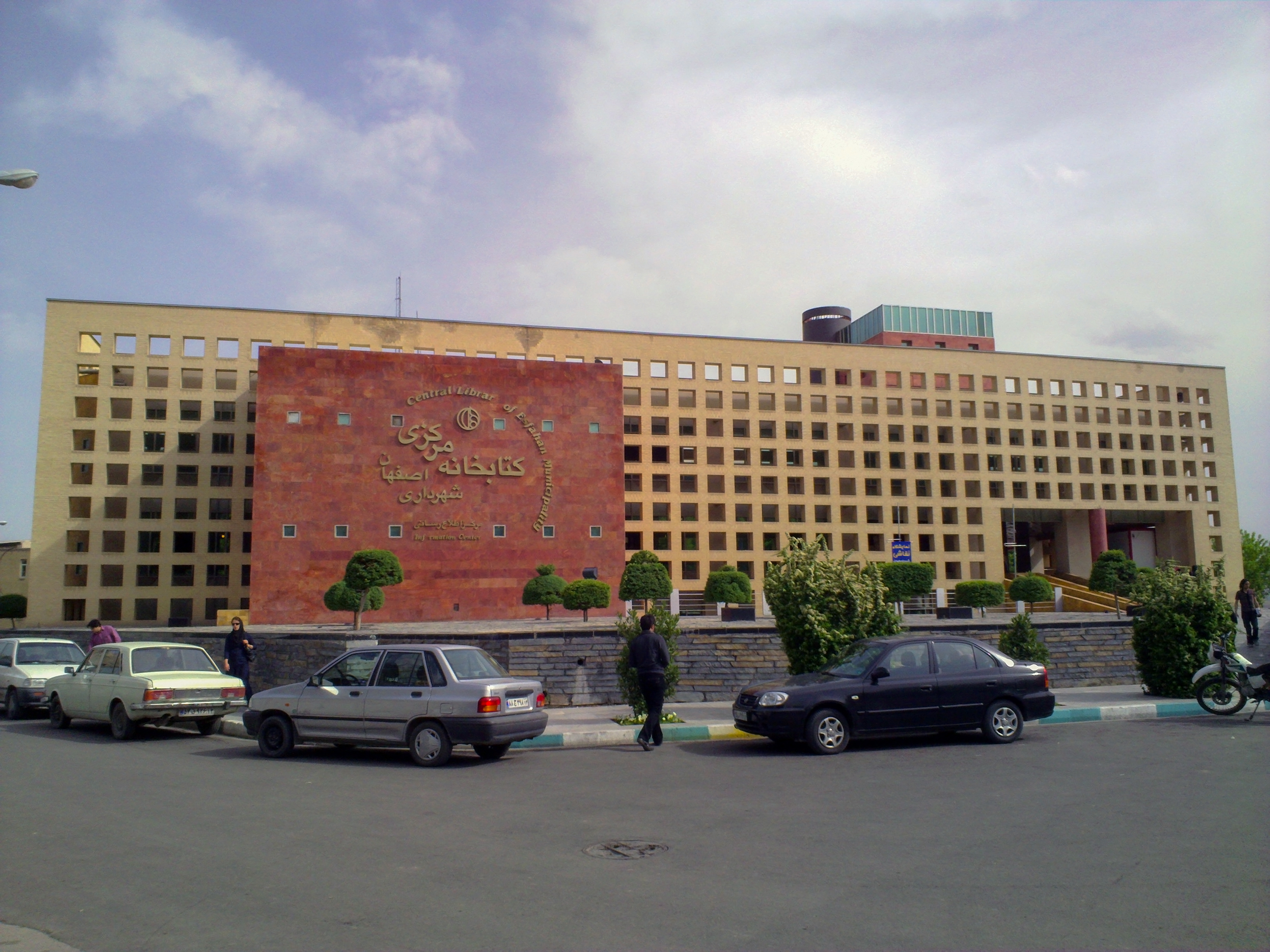
کتابخانه مرکزی شهرداری اصفهان

استان اصفهان، با دارا بودن ۱۷۸ کتابخانه نهادی، ۱۱۰ کتابخانه مشارکتی و ۴ کتابخانه مستقل، بیشترین تعداد کتابخانه را در سطح کشور به خود اختصاص داده است. در بخش مرجع کتابخانه مرکزی شهرداری حدود ۱۲ هزار جلد کتاب در قالب کتاب‌های فارسی و لاتین وجود دارد. وبسایت کتابخانه دیجیتال شهرداری اصفهان ساخته شده است.
کتابخانه مرکزی شهرداری اصفهان یک کتابخانه وابسته به شهرداری منطقه سه اصفهان است  که در خیابان باغ گلدسته قرار دارد و رده‌های معماری و هنر دارد.
تعداد کتابخانه‌های عمومی ۱۹ عدد است.
خرابه‌های کتابخانه کهن باستانی بزرگ سارویه در شهر است.
پاساژ شکری جزو کتاب فروشی‌های شهربود.
کتابخانۀ مرکزی دانشگاه صنعتی اصفهان در سال ۱۹۷۲ ساخته شد.

### جشنواره‌ها
تیر ۱۴۰۰ جشنواره علمی و فرهنگی اصفهان_ سن‌پترزبورگ راه انداخته شد.

## ساختار شهری و مدیریت مدنی

نقشه شهرسازی اصفهان

### پارک و فضای سبز

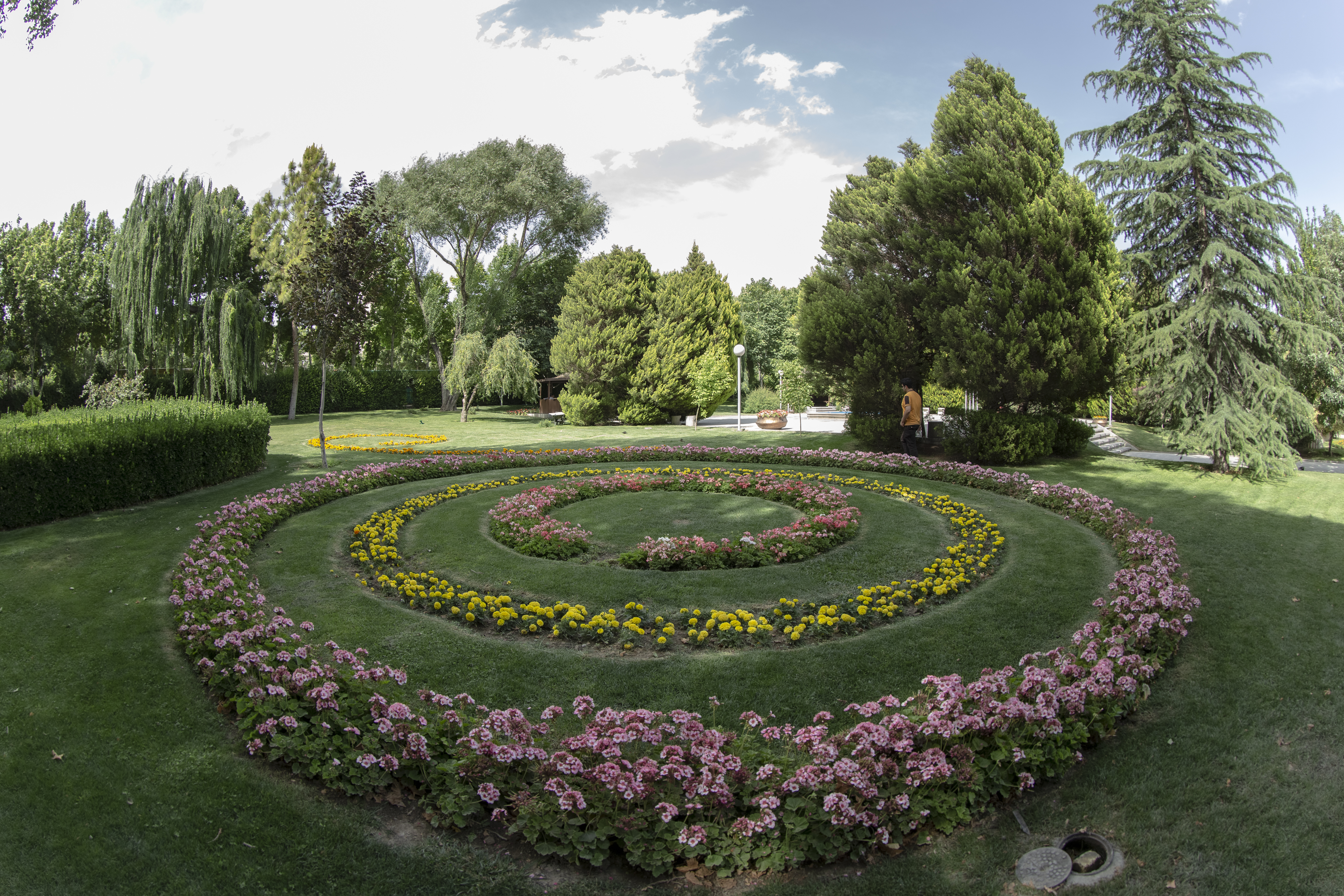
پارک ناژوان اصفهان

### ورزش‌ها

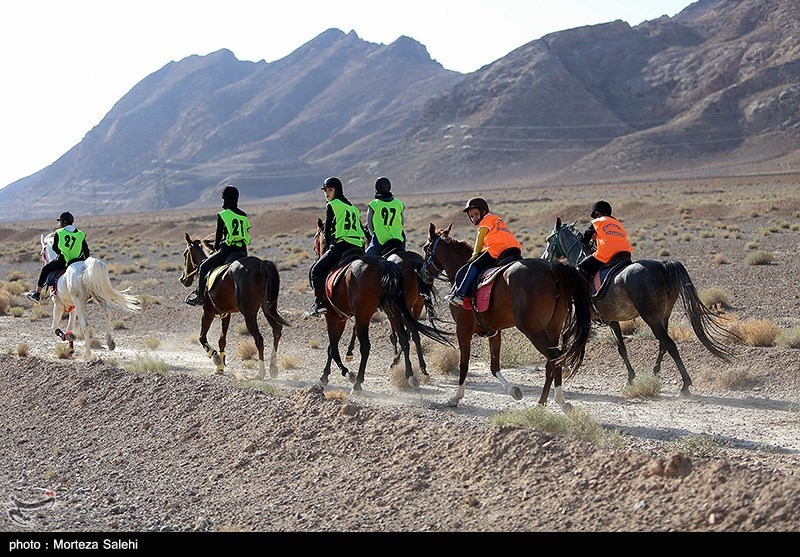
مسابقات اسب سواری ۲۰۲۱

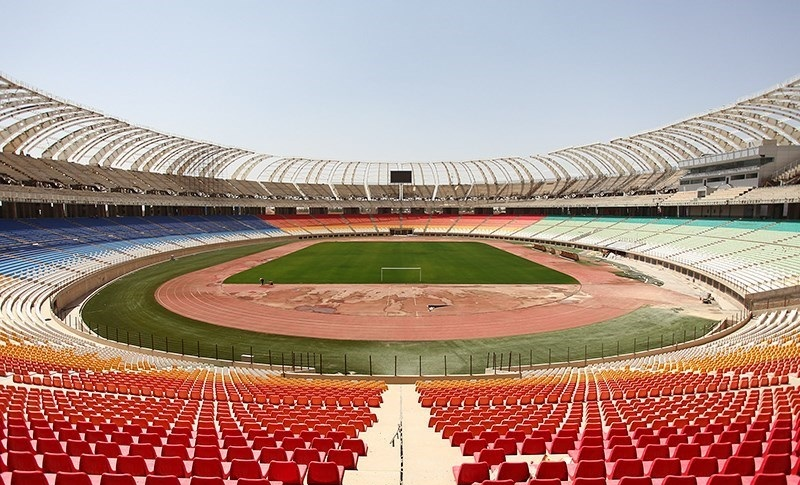
ورزشگاه نقش جهان

#### پل‌ها

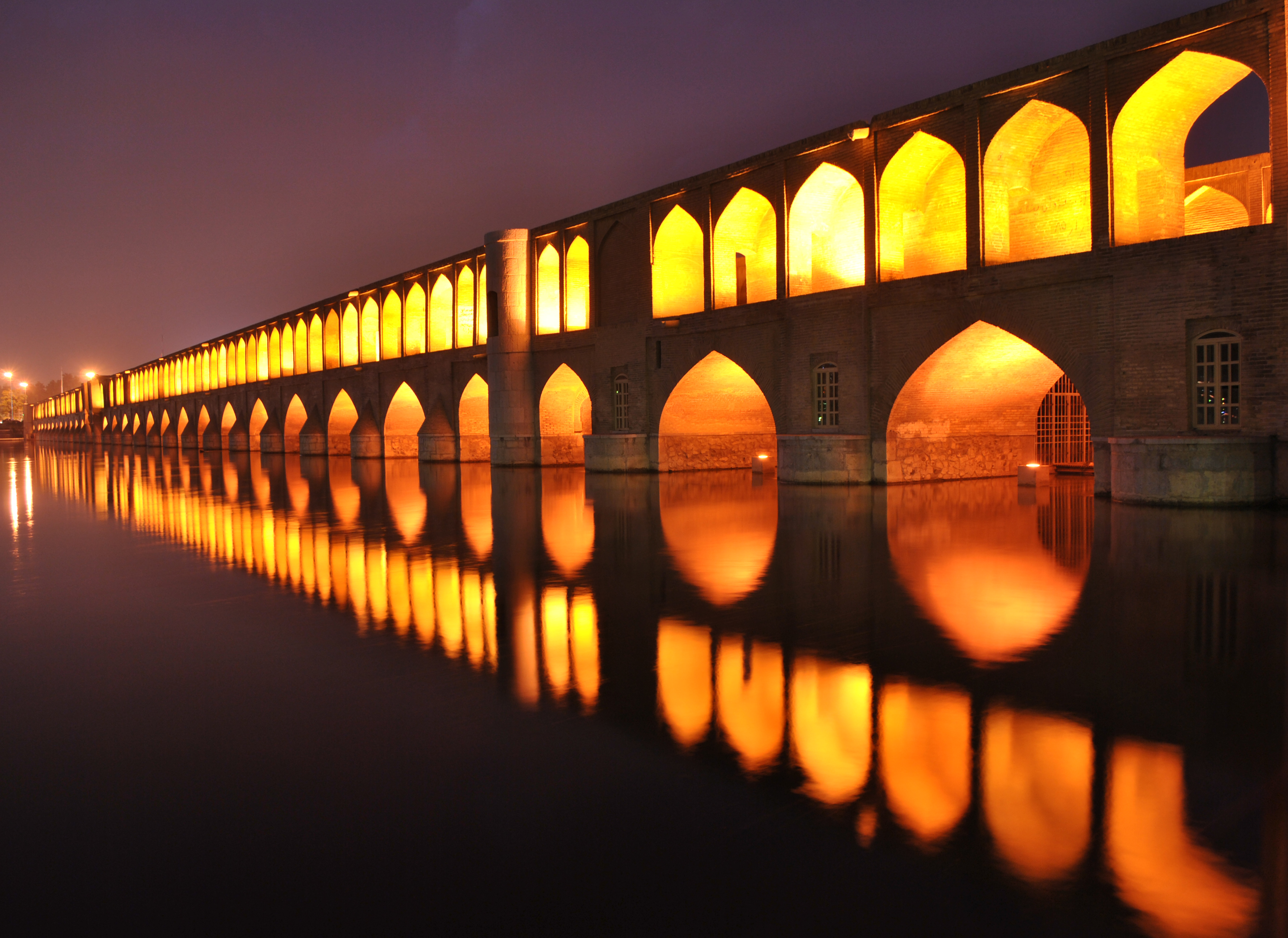
سی‌وسه پل

#### مسجدها

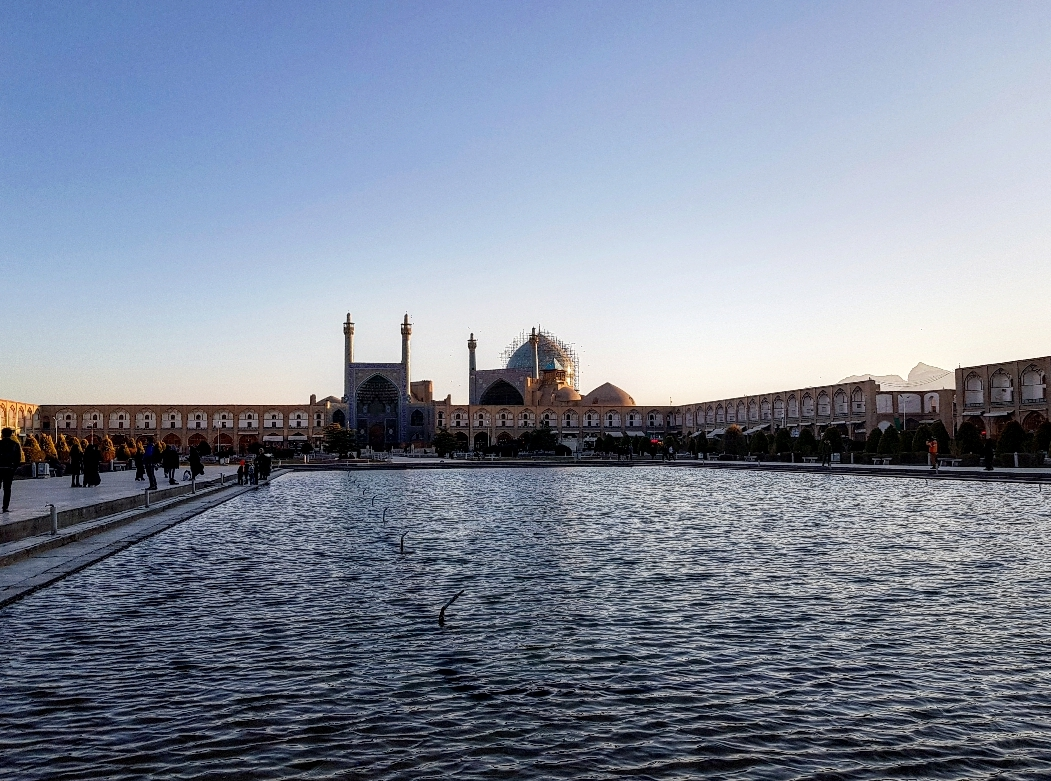
مسجد جامع عباسی - نقش جهان

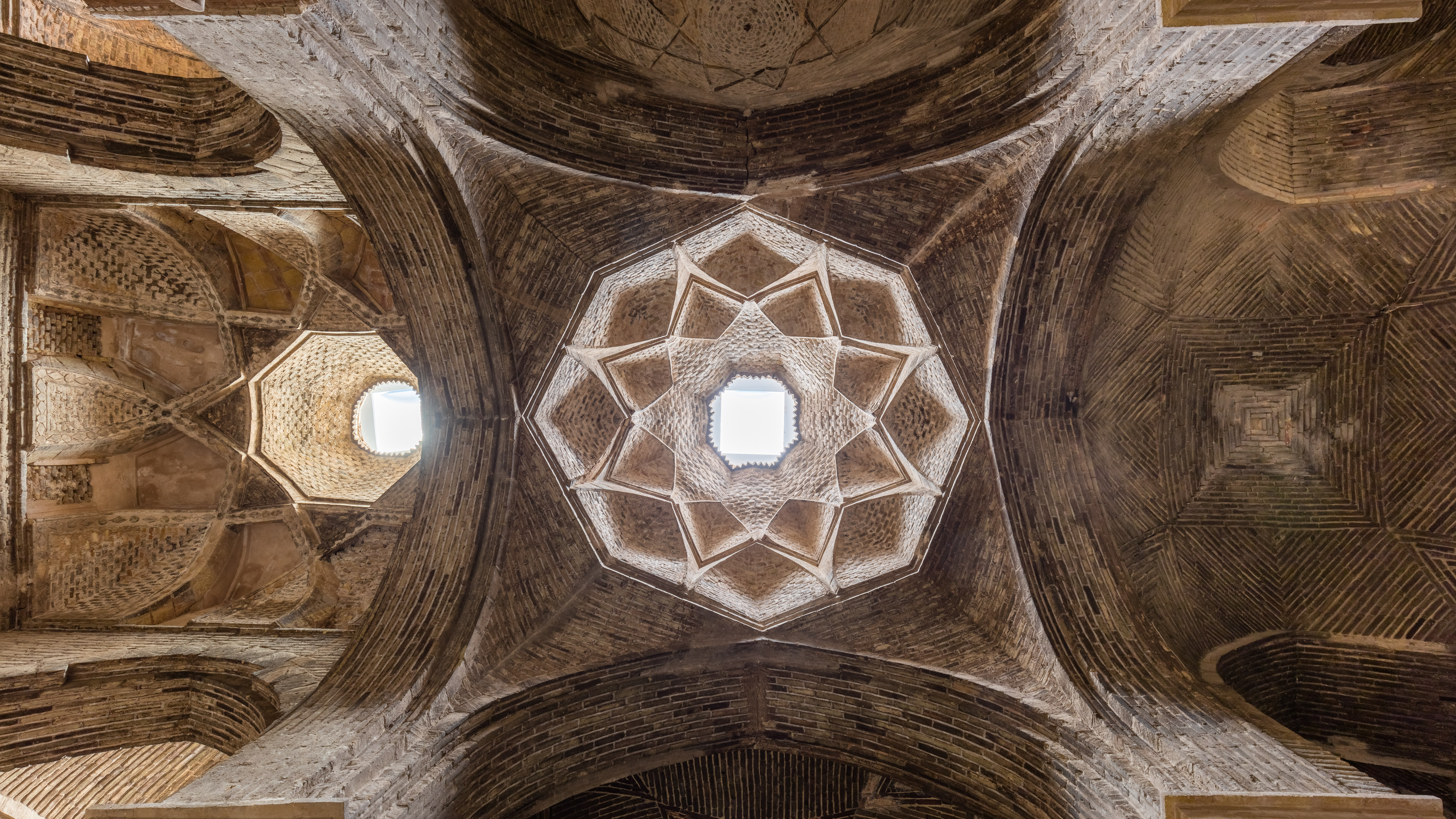
نمایی از شبستان مسجد جامع اصفهان مربوط به عصر دیلمیان

#### خانه‌های قدیمی

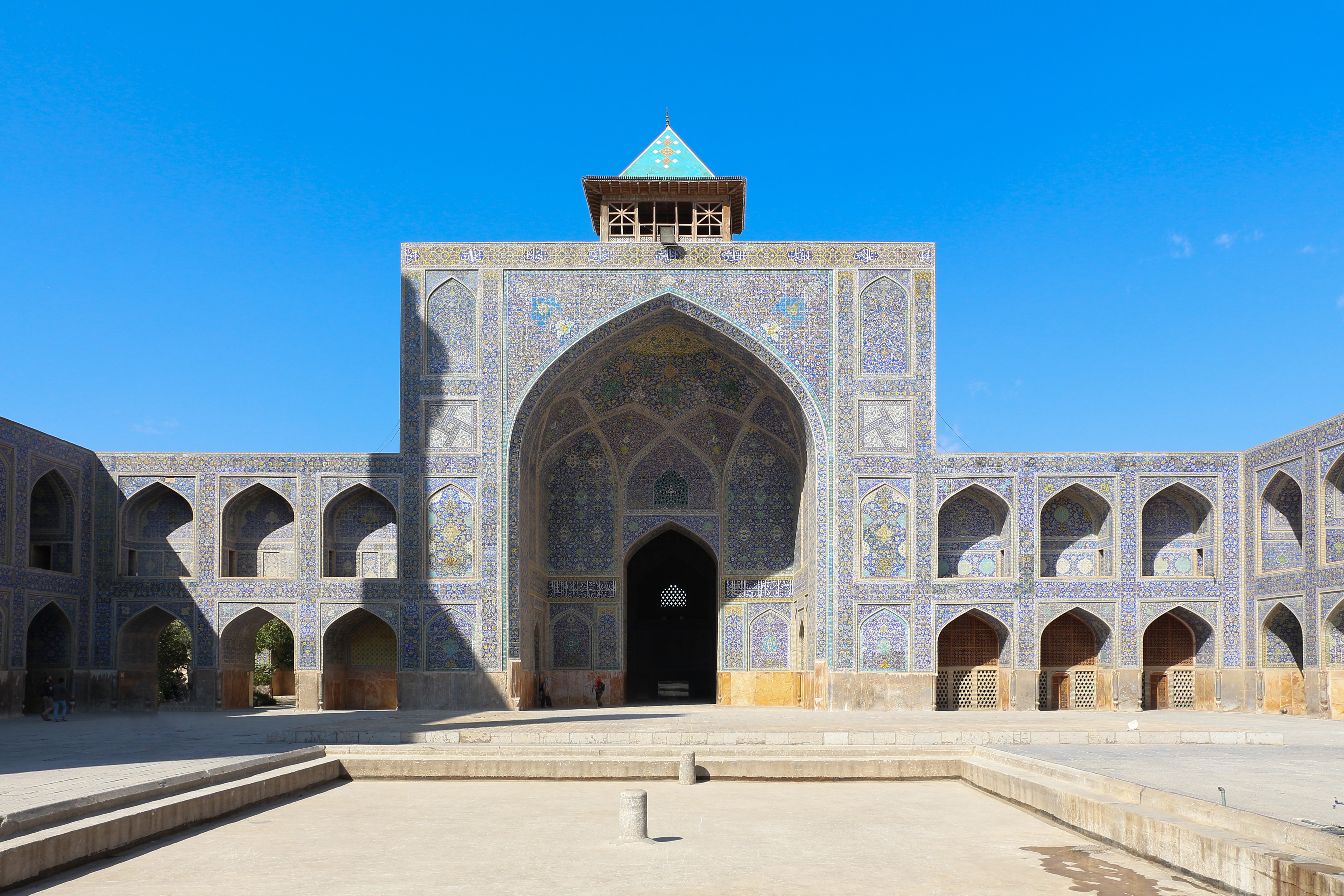
مسجد شاه

### جاذبه‌های مذهبی

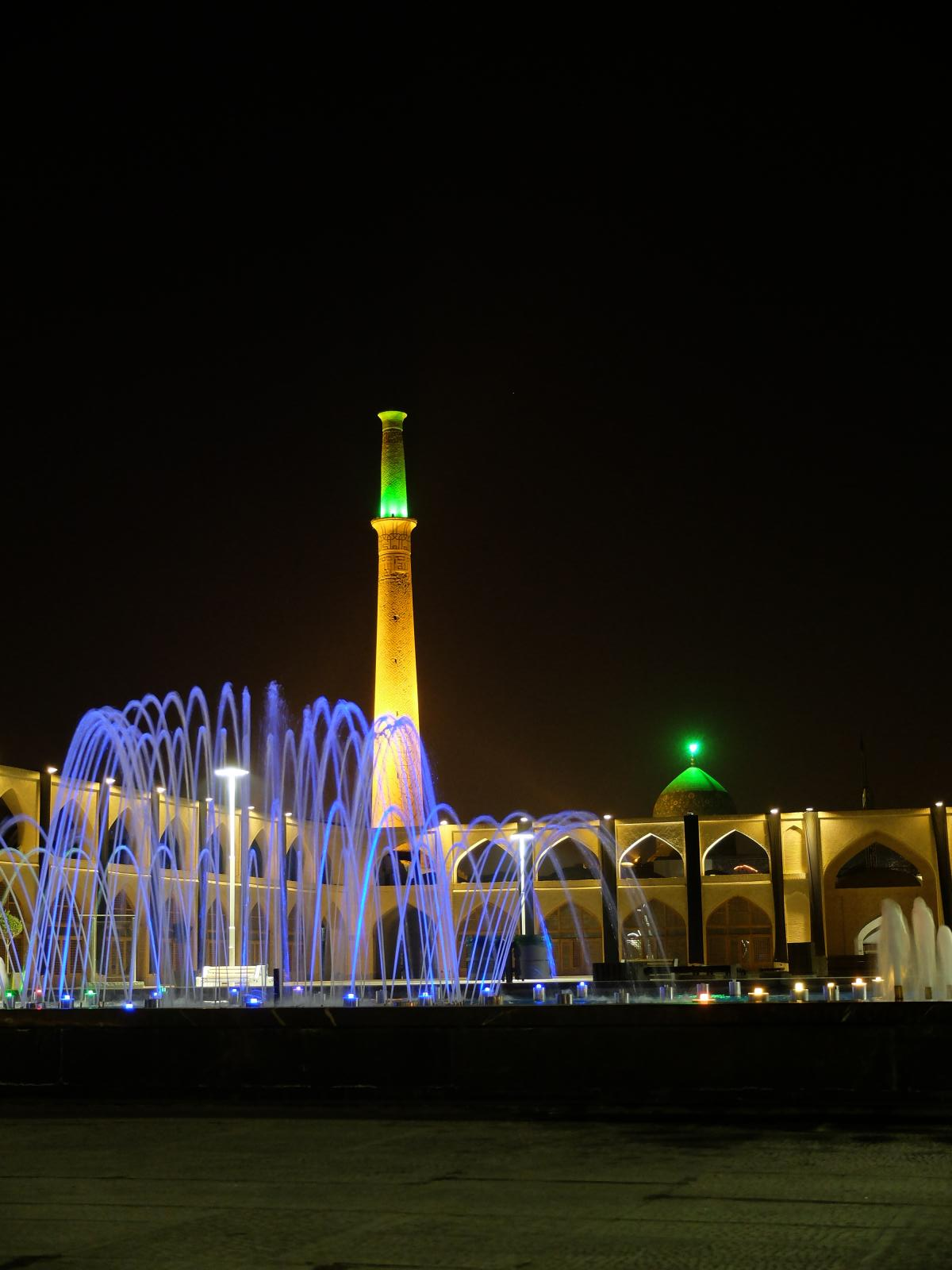
نمایی از میدان امام علی

### موزه‌ها

قلمزنی از صنایع دستی مهم اصفهان می‌باشد. قوری و سماور قلمزنی در میدان نقش جهان اصفهان

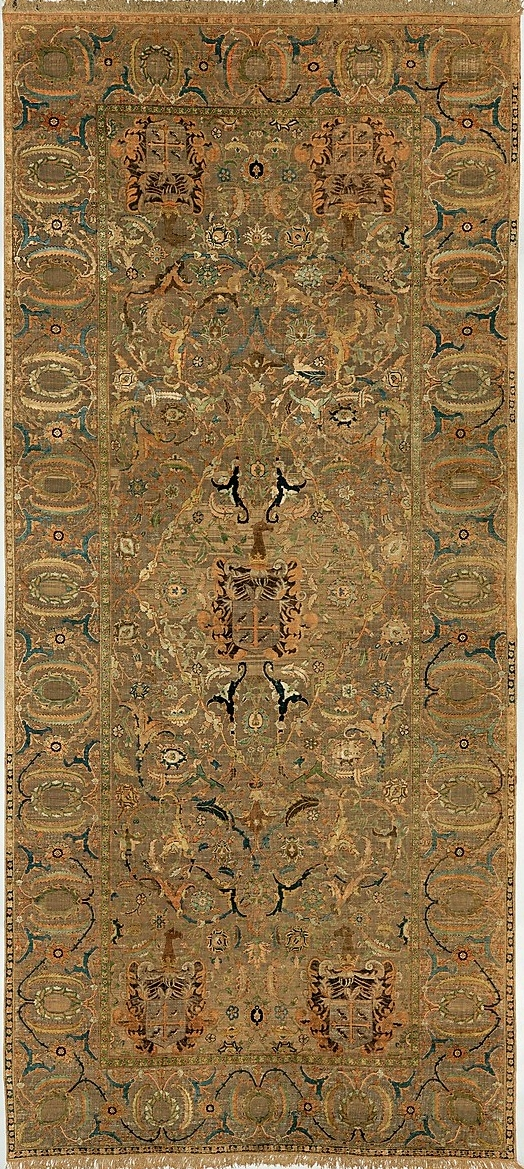
فرش اصفهانی ساخته شده از پنبه ابریشم و فلز متعلق به سده هجدهم میلادی

### غذاهای سنتی اصفهان

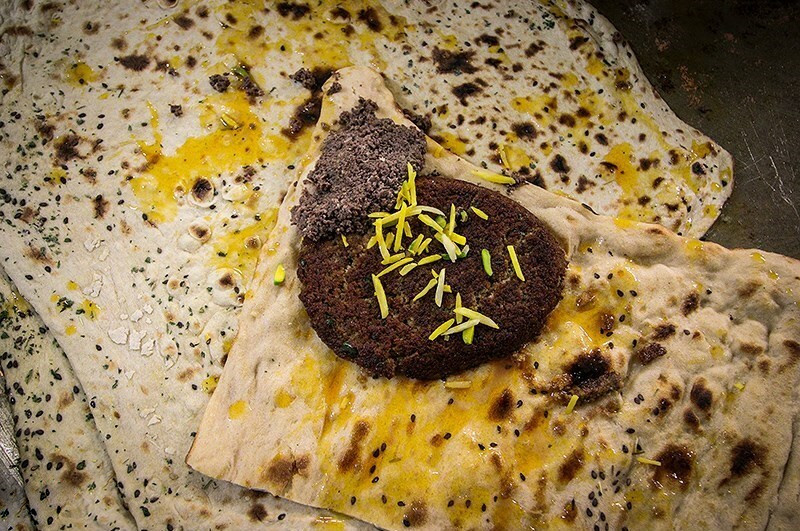
بریان اصفهان

## حمل و نقل

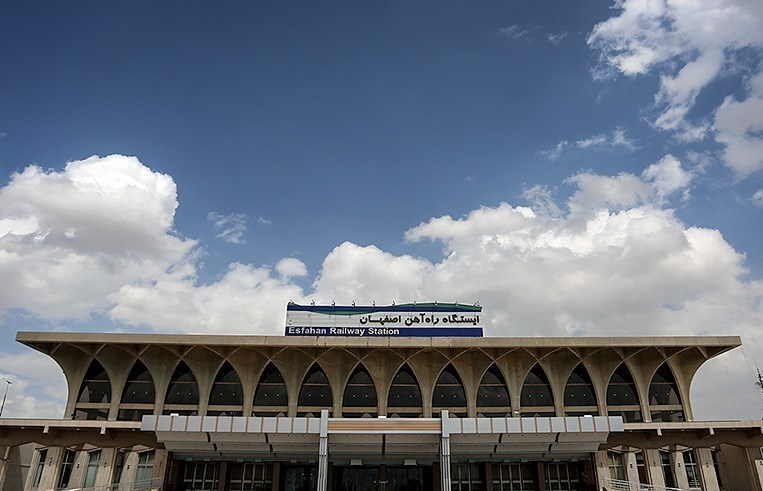
ایستگاه راه آهن اصفهان